# 仙石線
仙石線（せんせきせん）は、宮城県仙台市青葉区のあおば通駅から仙台駅を経由して同県石巻市の石巻駅を結ぶ、東日本旅客鉄道（JR東日本）の鉄道路線（幹線）である。このほか、陸前山下駅 - 石巻港駅間に日本貨物鉄道（JR貨物）の貨物支線を持つ。
名称は、起点（仙台市）と終点（石巻市）から1文字ずつ取って付けられた。仙台市東郊の通勤・通学路線であると同時に、松島などの観光地へのアクセス路線としての一面や、仙台市と多賀城市・塩竃市・石巻市間の都市間輸送の性格も兼ね備えている路線である。
ラインカラーはスカイブルー（■）。支線を除きIC乗車カード「Suica」の仙台エリアに含まれている。

## 概要

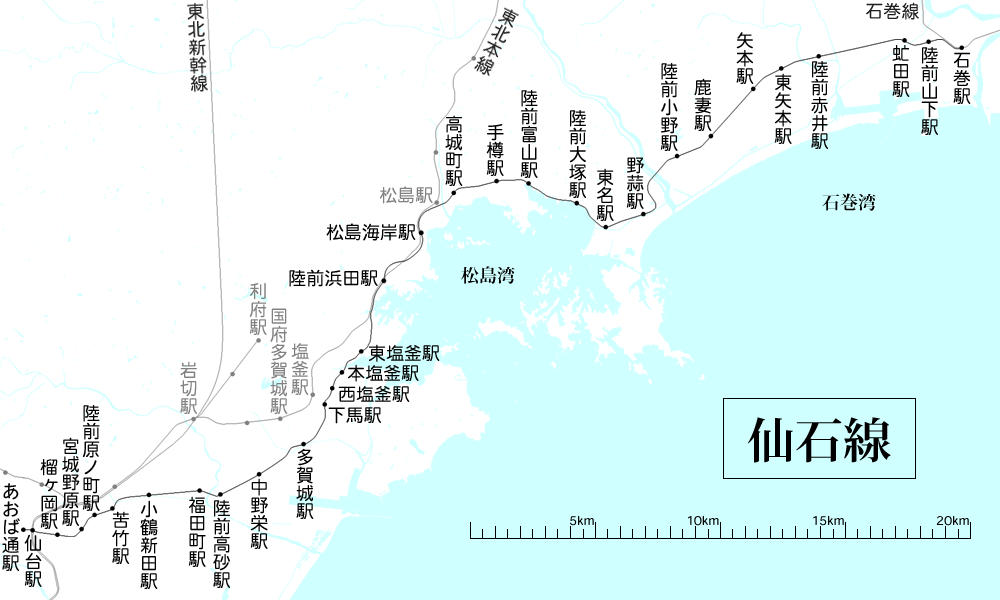
仙石線の路線図

仙石線は私鉄である宮城電気鉄道の路線が1944年（昭和19年）の戦時買収により国有化された路線であり、1987年（昭和62年）の国鉄分割民営化によりJR東日本の路線となった。JR東日本が保有する営業路線の中では東北地方で唯一、JRグループでは日本最北の直流電化路線である。電動車による他路線への直通運転が不可能である点を活かし、2WAYシートやATACSなど開発システムのテスト路線となることが多い。
駅間距離が短く、また、開業当初より仙台口においては1時間に2 - 3本の運行が行われていた。このため、国有化後、地元では国電と呼ばれていた。あるいはほかの国鉄路線と仙石線の駅がそれぞれ立地する松島や塩竈、石巻などでは仙石線の駅を「電車駅」、ほかの国鉄路線の駅を「汽車駅」と呼ぶなどして区別していた。

陸前浜田 - 高城町間の路線図

2000年（平成12年）に完成した仙台トンネルに新線が開通し、あおば通駅 - 陸前原ノ町駅間の約3.5 kmが地下線となった。東塩釜駅付近 - 高城町駅間は東北本線と併走している。2015年には松島海岸駅 - 高城町駅間に連絡線が作られ、仙石東北ラインとして直通運転を開始している（保守用の渡り線はこれ以前から存在していた）。松島駅 - 高城町駅間で乗り換える場合、通しの乗車券が発券できる。
仙台駅では松島への観光には仙石線（普通列車）の利用を推奨する案内が行われている。松島観光の拠点駅である仙石線松島海岸駅には並行する仙石東北ライン・東北本線の列車は駅がなく停車しないためである。仙石東北ラインで松島海岸駅に向かう場合、高城町駅での乗り換えが必要となるが、同駅での待ち時間には20分を要することもある。なお、東北本線には「松島駅」があるが、同駅は松島の観光エリアから1 km程度離れている。仙台駅 - 松島駅間と仙台駅 - 松島海岸駅間の運賃はともに420円である。一方、塩釜方面への案内は特にされてはいないが、仙台からの場合、観光目的地であるマリンゲート塩釜や鹽竈神社は本塩釜駅が最寄りの下車駅となる。ただし、宮城県塩釜高等学校など東北本線塩釜駅の利用が至便な施設も存在する。
運行されている列車種別としては普通列車と快速列車があり、かつてはどちらも全区間仙石線経由で運行されていたが、2015年の仙石東北ライン運行開始後は種別毎に完全に系統分離が行われており、普通列車は全て仙石線経由で、快速列車は仙石東北ラインとして全列車とも途中の松島町内で連絡線を走行して東北本線に乗り入れ同線経由で仙台駅発着で運行されており、仙台駅 - 石巻駅間の所要時間を全区間仙石線経由時より約10分短縮している。
あおば通駅 - 中野栄駅間は仙台市地下鉄との代替輸送（振替輸送）対象路線に指定されており、当該区間が運転見合わせとなった場合は、仙台市地下鉄東西線（青葉通一番町駅 − 荒井駅）への振替乗車が認められる場合がある。

## 路線データ
- 路線距離（営業キロ）：全長50.8 km（第一種区間。支線含む）
- 管轄（事業種別）
  - 東日本旅客鉄道（第一種鉄道事業者）
    - あおば通駅 - 石巻駅間：49.0 km

  - 日本貨物鉄道（第一種鉄道事業者・第二種鉄道事業者）
    - 陸前山下駅 - 石巻港駅間：1.8 km（第一種区間）
    - 陸前山下駅 - 石巻駅間 ：1.4 km（第二種区間）
- 軌間：1,067 mm
- 駅数：33
  - 旅客駅：32（起終点駅含む）
    - 仙石線所属の旅客駅に限定する場合、東北本線所属の仙台駅[5]と石巻線所属の石巻駅[5]が除外され、30駅となる。

  - 貨物駅：1（石巻港駅）
- 複線区間：あおば通駅 - 東塩釜駅間（17.2 km）
- 電化区間：あおば通駅 - 石巻駅間（直流1,500 V）
  - 陸前山下駅 - 石巻港駅間の支線を除き全線電化。
- 閉塞方式
  - 移動閉塞式：あおば通駅 - 東塩釜駅間
  - 自動閉塞式（特殊）：東塩釜駅 - 石巻駅間
  - 自動閉塞式[6]：陸前山下駅 - 石巻港駅間
- 保安装置
  - ATACS：あおば通駅 - 東塩釜駅間[2]
  - ATS-SN：東塩釜駅 - 石巻駅間[2]
  - ATS-Ps：石巻駅構内[2]
- 最高速度：95 km/h
- 運転指令所：宮城野CTC（宮城野総合事務所内）
  - 運転取扱駅（駅が信号を制御）：宮城野信号場・石巻駅
  - 準運転取扱駅（入換時は駅が信号を制御）：東塩釜駅
- 車両基地：仙台車両センター宮城野派出所
- 大都市近郊区間：全線（仙台近郊区間）
- IC乗車カード対応区間：全線（Suicaの仙台エリア）

支線を除き東北本部の管轄である。

## 歴史

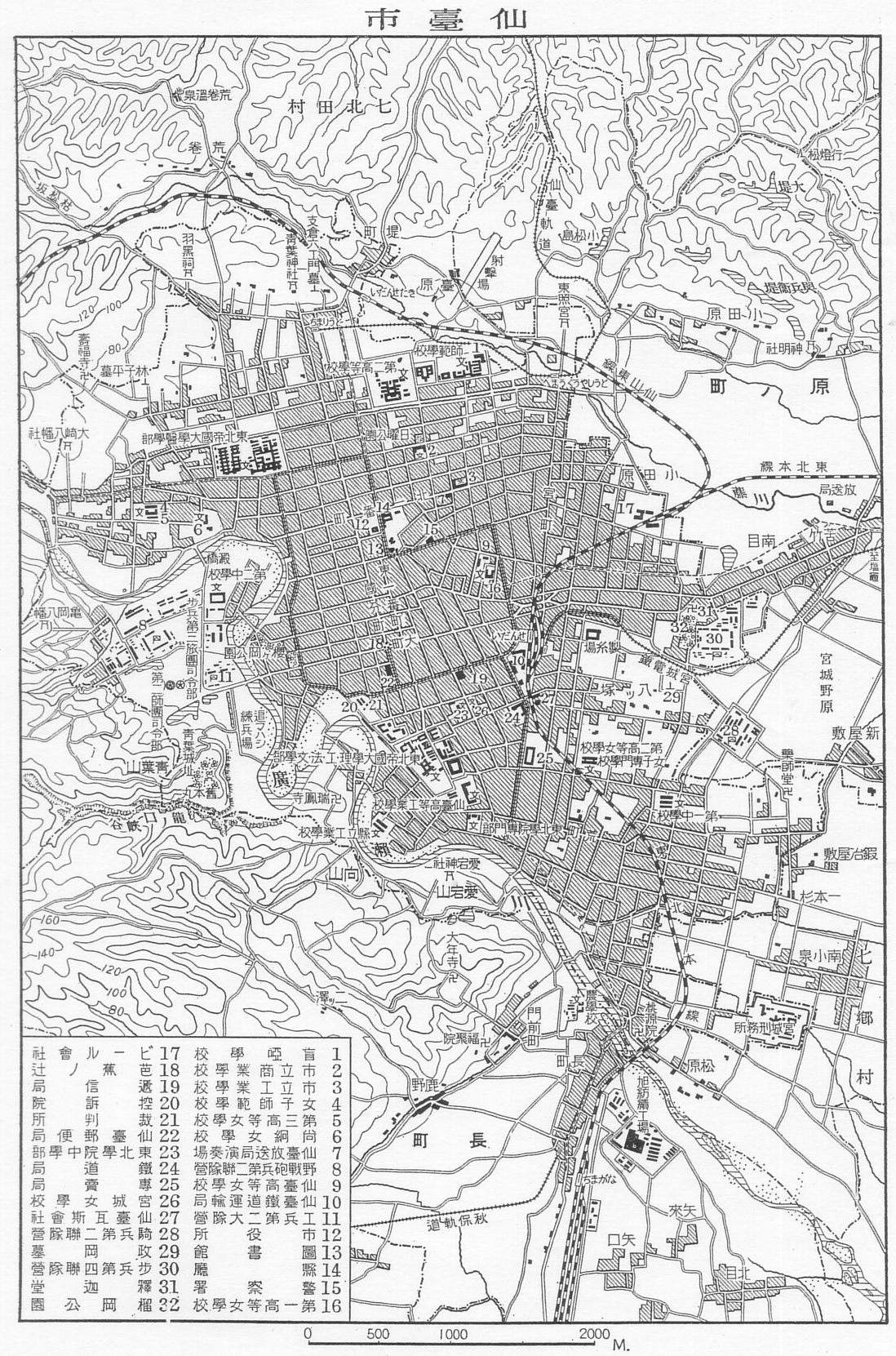
1927年（昭和2年）頃の仙台市および近郊地図。仙石線の前身の宮城電気鉄道が地図の中央から右側にかけて描かれている。榴岡公園のある丘陵地や片倉製糸所を避けて蛇行した線形が形作られている。

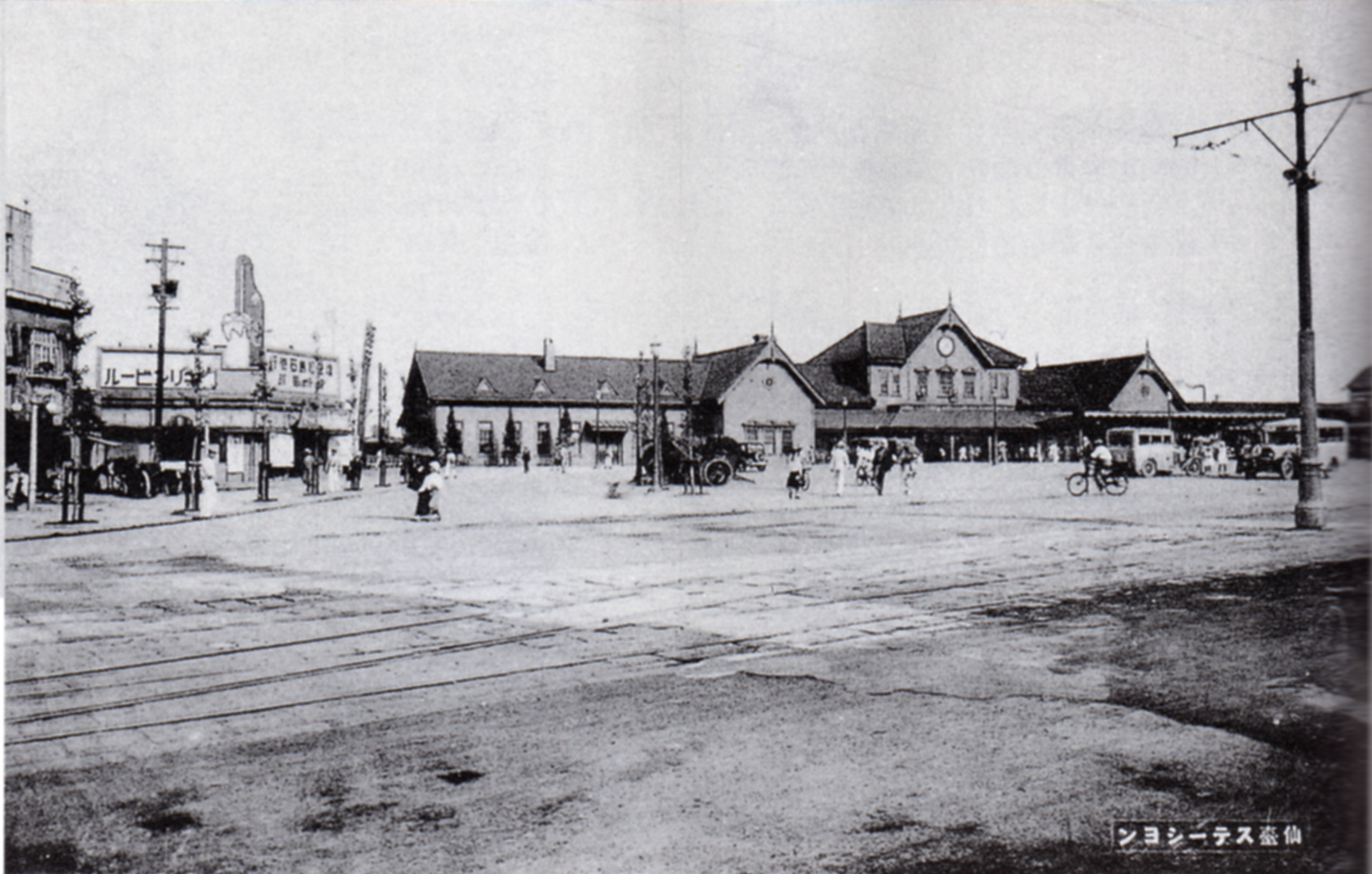
宮電仙台駅の地上駅舎（写真左）と、国鉄仙台駅駅舎（写真右）

仙石線は私鉄の宮城電気鉄道を出自とする鉄道路線である。宮城電気鉄道は、高田鉱山（細倉鉱山）における亜鉛の減産から生じることになった余剰電力を活用するために、鉱山の経営に関わっていた高田商会によって計画された。この計画が立案されたのは1921年（大正10年）であり、翌1922年（大正11年）に宮城電気鉄道株式会社が発足した。宮城電気鉄道は当初、宮城県庁から鉄道省の仙台駅を経て松島へ至る鉄道路線として計画されたが、後に計画が変わり、松島からさらに先の石巻までの鉄道路線として建設されることになった。また、宮城県庁から仙台駅までの区間は、仙台市電が計画されたことに影響を受けて断念された。宮城電気鉄道の後ろ盾だった高田商会は1923年（大正12年）の関東大震災によって経営が傾き後に破産する。宮城電気鉄道は日本生命保険から資金を受け、鉄道の建設を続けることができた。
宮城電気鉄道はまず1925年（大正14年）6月5日に仙台駅から西塩釜駅の間で開業した。この後、1926年（昭和元年）に本塩釜駅まで、1927年（昭和2年）に松島公園駅（現在の松島海岸駅）まで、1928年（昭和3年）4月に陸前小野駅まで路線が延び、同年11月22日に石巻駅までの全線が開通した。この頃、仙台駅と石巻駅の間の所要時間は1時間40分だった。西塩釜駅まで開通した1925年（大正14年）の当時のダイヤでは1日に上下それぞれ29本の列車が運転されていたのが、1939年（昭和14年）になると仙台駅から塩竈まで15分間隔、松島まで30分間隔、石巻まで1時間間隔で列車が運転されるようになった。また、宮城電気鉄道では旅客列車だけでなく貨物列車も運行していた。1939年（昭和14年）に陸前山下駅から釜駅（現在の石巻港駅）までの貨物線が開通し、1942年（昭和17年）（1943年12月5日とも）には東七番丁駅（後の仙台東口駅）から陸前原ノ町駅までの区間が複線となった。
1944年（昭和19年）5月1日、宮城電気鉄道は戦時買収により国有化され、仙石線となった。この当時の宮城電気鉄道沿線には、東京第一陸軍造兵廠仙台製造所、多賀城海軍工廠、矢本飛行場があり、これらに関連した物資輸送や工員の通勤のための買収だったと言われる。買収金額は約2400万円だった。

### 日本で最初の地下路線

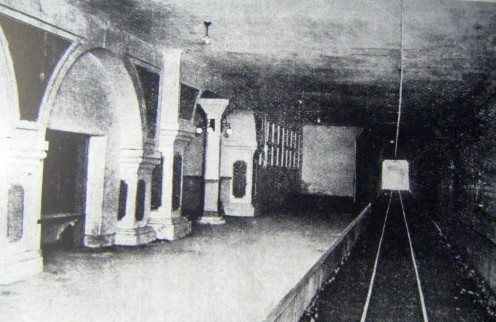
宮電仙台駅 地下ホーム（1920年代中頃）

宮城電気鉄道の仙台駅 - 東七番丁駅間は東北本線との交差のために地下区間として建設された。これは日本で最初に開業した営業用の地下路線である。この区間の開業は、日本初の地下鉄である東京地下鉄道（現在の東京地下鉄銀座線）の開業に先立つこと2年半であり、また郊外電車の地下乗り入れとしても神戸有馬電気鉄道（現在の神戸電鉄有馬線）の湊川地下線より3年早かった。
この地下区間は単線でありかつ距離が短かったこと、1952年（昭和27年）に廃止されていることなどから、ほとんど紹介されない存在となっている。2000年（平成12年）に完成した仙石線の地下区間（仙台トンネル）とは別物である。

### 国有化以後
1952年（昭和27年）、仙台駅の仙石線プラットホームが大きく変わった。宮城電気鉄道時代に建設され国有化後もそのまま使われていた仙石線地下ホームは約200メートル東側の地上に移され、同時に東口改札口が併設された。この移設には、この年に宮城県、山形県、福島県で行われた第7回国民体育大会秋季大会が関係している。それまでの仙台駅は線路の西側に駅舎を持ち、反対の東側には駅舎がなかった。第7回国民体育大会では、仙台駅の東側に位置する宮城野原公園総合運動場が主要会場の一つとされ、この運動場への交通の便を図るためにホームの移設と東口の設置が行われたのである。これによって旧来の仙石線地下ホームは、移設後の仙石線ホームと東北本線各ホームおよび仙台駅西口とを結ぶ連絡通路に変わった。この地下通路は2000年（平成12年）の仙石線ホーム再地下化まで利用されることになる。また、仙台駅仙石線ホームの移設に伴って仙台東口駅が廃止された。
1956年（昭和31年）10月、仙石線管理所が発足した。これは非採算線区の経営改善を目的に国鉄の中で試行的に行われたもので、前例のない制度だった。管理所の導入によって、仙石線は一個の独立した経営単位として扱われた。管理所の所長には大きな権限が与えられ、経営改善に取り組むことになった。この管理所制度のもとで、仙石線では踏切の自動化などによる人員削減、貨物列車の集約および縮小が行われた。また、この当時、仙台駅から東塩釜駅の間では30分に1本の頻度で列車が運行していた。仙石線管理所はこれを15分間隔に改め、「時計なしで乗れる」を謳った。また、仙石線沿線で行われる海水浴や釣り大会に併せて臨時列車を増発し、また写真コンクールを企画してやはり臨時列車を運行した。管理所が発足した1956年度（昭和31年度）の仙石線の営業係数は165だったが、1957年度（昭和32年度）には131に改善した。経営上は赤字であることに変わりなかったものの、これは国鉄内で評価されて、管理所制度は日本全国の支線区に広まることになった。1960年（昭和35年）には仙石線の営業係数は111となり、総裁賞を受賞した。仙石線管理所は1971年（昭和46年）に解散し、仙石線は仙台鉄道管理局による直轄運営に戻った。
この間、1968年（昭和43年）3月に仙石線の陸前原ノ町駅から多賀城駅までの区間が複線となり、さらに1969年（昭和44年）9月に多賀城駅から西塩釜駅までの区間が複線化された。この年の10月に行われたダイヤ改正で仙台駅と石巻駅を58分で結ぶ特別快速が設定された。

### 昭和後期から平成まで

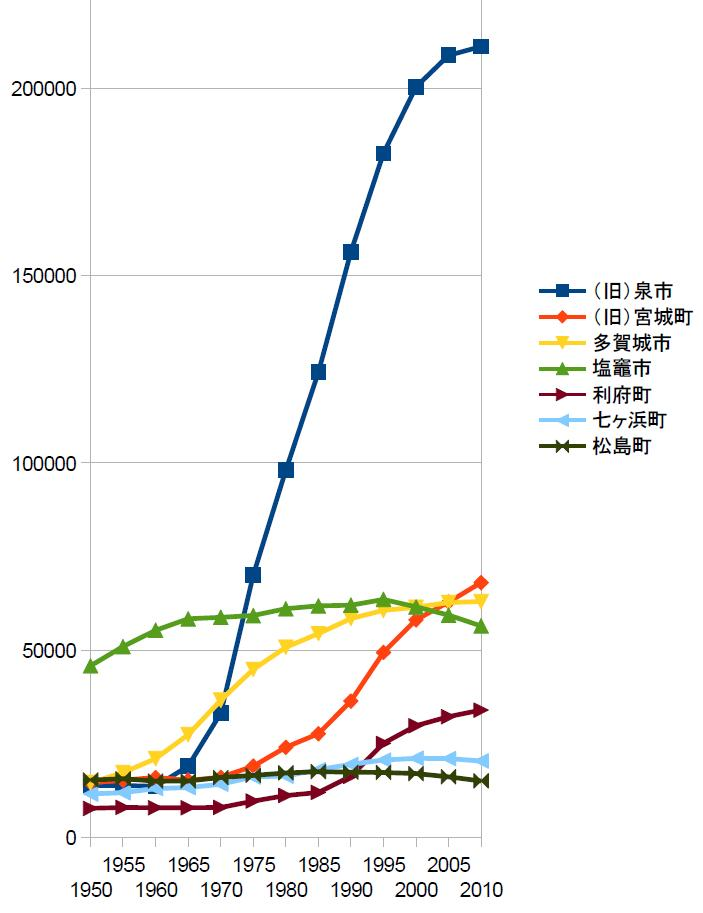
仙台市以外の仙塩地区の自治体の国勢調査人口の変遷。仙台市を含め、人口が多い塩竈市、泉市（現・仙台市泉区）、多賀城市において都市高速鉄道事業が実施された。

旧来の仙石線は塩竈市街地を地上または半高架で通過していた。線路が街の東西を分断し、交通渋滞の原因とも見なされるようになっていった。この問題を解決するために、塩竈地区における仙石線の高架化が計画され、あわせて複線化も行われることになった。これは宮城県の都市高速鉄道事業として行われた。都市高速鉄道は1968年（昭和43年）に施行された（新）都市計画法に規定されたものである。これにより、踏切を介して平面交差していた鉄道と道路を、渋滞や踏切事故等を減らす名目で立体交差させる都市計画がなされるようになり、既存の道路側を立体交差させるオーバーパスやアンダーパス、既存の鉄道を立体交差させる高架化や地下化、さらに高架鉄道や地下鉄等の新設が進められた。宮城県はこの法律に基いて1970年（昭和45年）に従前の5つの都市計画区域を統合して「仙塩広域都市計画区域」を指定し、1971年度（昭和46年度）に塩竈市の本塩釜駅周辺への都市高速鉄道事業の適用を見込んで高架化の調査を行った。そして、西塩釜駅から陸前浜田駅までの区間5,410メートルを「仙塩広域都市計画 都市高速鉄道事業 日本国有鉄道仙石線」として都市計画決定し、西塩釜駅から東塩釜駅を過ぎた辺りまでの区間2,770メートルを鉄道側の高架化とする嵩上式、そこから陸前浜田までの区間を道路側の立体交差とする地表式として整備することにした。新設の高架線は国鉄の貨物線用地を活用して建設された。こうして西塩釜駅 - 東塩釜駅の高架化および複線化が1981年（昭和56年）11月に完成した。

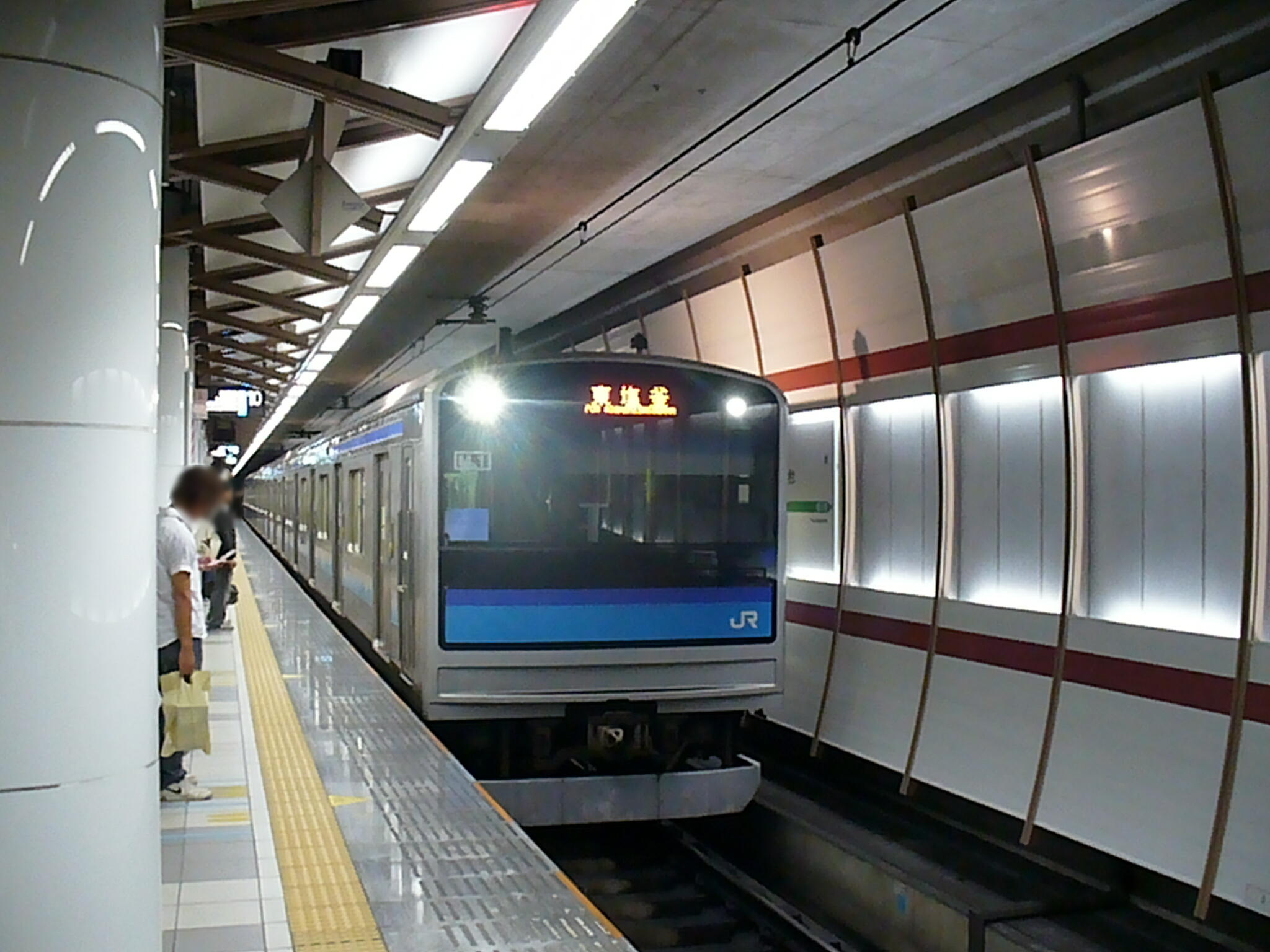
仙台駅に停車中の電車
（2007年9月30日撮影）

一方、仙台駅 - 苦竹駅間についても、仙台駅付近が曲線が多い蛇行線形になっていたほか、踏切による交通渋滞問題が発生していた。このため、鉄道側を地下化する形で連続立体交差事業が行われることになり、1985年（昭和60年）10月に起工式が行われた。仙台トンネルと名付けられた地下区間は2000年（平成12年）に完成し、これによって14の踏切が解消された。同時に、線路の直線化によって距離が短縮されるとともに、仙台駅以西に延伸してあおば通駅が開業した。これは事業計画当時検討されていた仙台市地下鉄東西線との直通運転を視野に入れたものだった。この直通運転案では、国鉄仙台駅と仙台市地下鉄仙台駅が離れていたために仙台駅を二分して建設することになり、連続立体交差事業の補助金対象区間を長く取るために地下鉄寄りの「仙台（西）駅」を仙石線と地下鉄との境界駅として、この駅までを国鉄線として建設することになったのである。その後、地下鉄直通運転案は断念されたが「仙台（西）駅」までは建設され、これが「あおば通駅」として開業した。また、この連続立体交差事業に関連して、1991年（平成3年）に宮城野電車区が設置された。
これらの路線改良事業に前後して、仙石線では1981年（昭和56年）に中野栄駅が、1987年（昭和62年）に東矢本駅が、2004年（平成16年）に小鶴新田駅が開業した。ダイヤについては、1983年（昭和58年）10月のダイヤ改正で平日ダイヤと休日ダイヤが設定され、休日に仙台駅と石巻駅をノンストップで結ぶ特別快速が設定された。これは、平日の通勤通学と休日の買い物を意識したものだった。また、1987年（昭和62年）に国鉄分割民営化が行われ、仙石線はJR東日本の路線となっている。
2004年（平成16年）より仙石線の多賀城駅周辺1.8キロメートルの高架化事業も進められた。2009年（平成21年）11月29日に上り線が高架に切り替えられ、2012年（平成24年）4月8日には、下り線も高架に切り替えられた。その後、駅舎を中心とした施設の構築工事も行われ、2013年（平成25年）11月17日に新駅舎が供用を開始した。
| 号    | 決定時の街路名称 （現在の路線名）      | 事業計画上の 起終点の駅                 | 延長     | 延長     | 都市計画 決定   | 供用 開始       | 適要                                | 都市            |
| 号    | 決定時の街路名称 （現在の路線名）      | 事業計画上の 起終点の駅                 | 計画     | 供用     | 都市計画 決定   | 供用 開始       | 適要                                | 都市            |
| ----- | -------------------------------------- | --------------------------------------- | -------- | -------- | --------------- | --------------- | ----------------------------------- | --------------- |
| 第2号 | 東日本旅客鉄道（株）仙石線 （ 仙石線） | あおば通 - 福田町 （Google マップ）     | 07,730 m | 07,730 m | 1984年 07月27日 | 2000年 03月11日 | 連続立体交差事業 （地下/高架/地表） | 仙台市          |
| 第3号 | 東日本旅客鉄道（株）仙石線 （ 仙石線） | 中野栄 - 下馬 （Google マップ）         | 03,780 m | 01,780 m | 1999年 03月26日 | 2012年 11月17日 | 連続立体交差事業 （高架/地表）      | 仙台市 多賀城市 |
| －    | 日本国有鉄道仙石線 （ 仙石線）         | 西塩釜 - 陸前浜田 （Google マップ）     | 05,410 m | 02,770 m | 1975年 03月14日 | 1981年 11月01日 | 連続立体交差事業 （高架/地表）      | 塩竈市 利府町   |
| 第1号 | 仙台市高速鉄道南北線 （ 地下鉄南北線） | 泉中央 - 富沢 （Google マップ）         | 15,560 m | 15,560 m | 1981年 03月23日 | 1987年 07月15日 | 地下鉄事業 （地下/高架）            | 仙台市 泉市     |
| 第4号 | 仙台市高速鉄道東西線 （ 地下鉄東西線） | 八木山動物公園 - 荒井 （Google マップ） | 14,380 m | 14,380 m | 2005年 8月10日  | 2015年 12月6日  | 地下鉄事業 （地下）                 | 仙台市          |

### 東日本大震災による影響

東日本大震災前後のルートの比較

2011年（平成23年）3月11日に発生した東日本大震災では、当路線の約68%が海岸部に近接していたため、地震と津波双方による被害を受け、軌道変状312か所、線路流出3 km強、ホーム変形19か所、橋梁・高架橋の損傷12か所、駅舎損傷14か所、電化設備については津波被害の大きさによりデータが取れないほどであった。
地震発生により、野蒜駅 - 東名駅間で上りあおば通行普通電車（1426S電車、M9編成）が停止、乗客約50人が指定避難場所だった東松島市立野蒜小学校（北緯38度22分33秒 東経141度9分11.6秒 / 北緯38.37583度 東経141.153222度）に避難した後、車両は津波に押し流されて脱線、4両編成の前2両は山側に横滑りし、後ろ2両は山側に90度向きを変えて大破した。また、石巻駅では到着後のM7編成が冠水して被災した。野蒜駅 - 陸前小野駅間では石巻行き快速電車（3353S電車、M16編成）編成が松島丘陵東端の切り通し区間頂上部付近で停止（北緯38度22分43.7秒 東経141度9分55.7秒 / 北緯38.378806度 東経141.165472度）、乗客約100人は指定避難場所の野蒜小への移動を開始したが、元消防団員の乗客の1人が津波を予見して運転士に進言し、乗客全員が車両に待機していたところ、襲ってきた津波は同車両を含む同地には到らず全員が無事だった。
地震直後より全線で不通となった仙石線は、震災当日から2週間以上を経た同年3月28日、仙台市内のあおば通駅 - 小鶴新田駅間でのみ運転が再開されたものの、翌月7日に発生した余震のために、再び全線で不通となった。
再度不通となったあおば通駅 - 小鶴新田駅間の営業は1週間余り後の同4月15日に再開され、次いで4月19日には小鶴新田駅から東塩釜駅までの営業も再開された。さらに、同5月28日には東塩釜駅から高城町駅までの営業も再開、これによって、仙台を起点とする区間においてはあおば通駅から高城町駅までが繋がることとなった。
一方、石巻寄りの区間については、震災発生から4か月余りを経た同年7月16日になって矢本駅 - 石巻駅間の営業が再開されたが、電化設備が復旧していないことなどから、電車ではなく気動車による運行となった。さらに陸前小野駅 - 矢本駅間が2012年3月17日に再開された。
復旧が手付かずの状態となっていた高城町駅（松島町） - 陸前小野駅（東松島市）間であったが、JR東日本仙台支社は2012年（平成24年）1月、当該区間の一部内陸移設などによって、2015年（平成27年）度までに全線復旧させる方針を発表した。この区間の復旧工事の費用は100億円超で2013年（平成25年）度中に着工、線路が流出するなど被害の大きかった東松島市内の陸前小野駅から陸前大塚駅までの約6.4キロメートルについては震災前よりも500メートル程度内陸に移設する。また、この区間にあって駅舎が被害を受けた野蒜駅、東名駅の2駅も移設される。2014年7月30日には、復旧工事の目途が立ったことから、2015年6月までに全線再開することが発表され、2015年1月29日には全線再開日が同年5月30日と発表された。
なお、陸前小野駅 - 陸前大塚駅の移設ルートは当初、下記の三つの案が作られたが、安全性や街づくり、早期復旧の観点から現位置かさ上げおよび高台移設案を採用することになった。
| ルート案                  | 概要                                                                            | 施工延長 | 主要構造物                                            | 安全性・町づくり・早期復旧評価                                                                                                   | 課題                                |
| ------------------------- | ------------------------------------------------------------------------------- | -------- | ----------------------------------------------------- | --- | ----------------------------------- |
| 大規模移設案              | 陸前富山駅 - 鳴瀬川橋梁:大規模移設                                              | 5.7 km   | 盛土・切土:3.5 km 高架橋:0.8 km トンネル:1.4 km       | * 浸水域を完全に避けられる * 野蒜駅のみ新しい街に近接 * 施工延長・施工量が多く、工期が長期化する                                 | * 用地取得範囲が大きい *工期の短縮  |
| 現位置かさ上げ+高台移設案 | 陸前富山駅 - 陸前大塚駅:既設線かさ上げ 陸前大塚駅 - 鳴瀬川橋梁:高台へ移設       | 5.8 km   | 盛土・切土:2.6 km 高架橋:1.0 km 既設線かさ上げ:2.2 km | * 特に津波被害の大きい東名・野蒜駅周辺のみ高台となる * 東名・野蒜駅共に新しい街の中に形成 * 街づくりに伴う造成工事の影響を受ける | * 街づくりとの調整 * 各所の役割分担 |
| 現位置かさ上げ+高架化案   | 陸前富山駅 - 陸前大塚駅:既設線かさ上げ 陸前大塚駅 - 鳴瀬川橋梁:既設線上で高架化 | 6.7 km   | 盛土・切土:0.7 km 高架橋:2.6 km 既設線かさ上げ:3.4 km | * 避難路等の緊急時対策が必要 * 新市街地と大きく離れる * 造成工事の影響を受けないが高架橋の延長が多く、施工量が多い               | * 街づくりとの整合性が取れない      |

また、東北本線の塩釜駅 - 松島駅間と線路が並行している仙石線の松島海岸駅 - 高城町駅間に、両線を連絡する接続線（仙石線・東北本線接続線）を敷設し、仙石線が全線復旧する予定の2015年（平成27年）5月30日から「仙石東北ライン」として東北本線の塩釜以南と仙石線の高城町以北を相互直通運転する計画が発表され、予定通り運行が開始された。

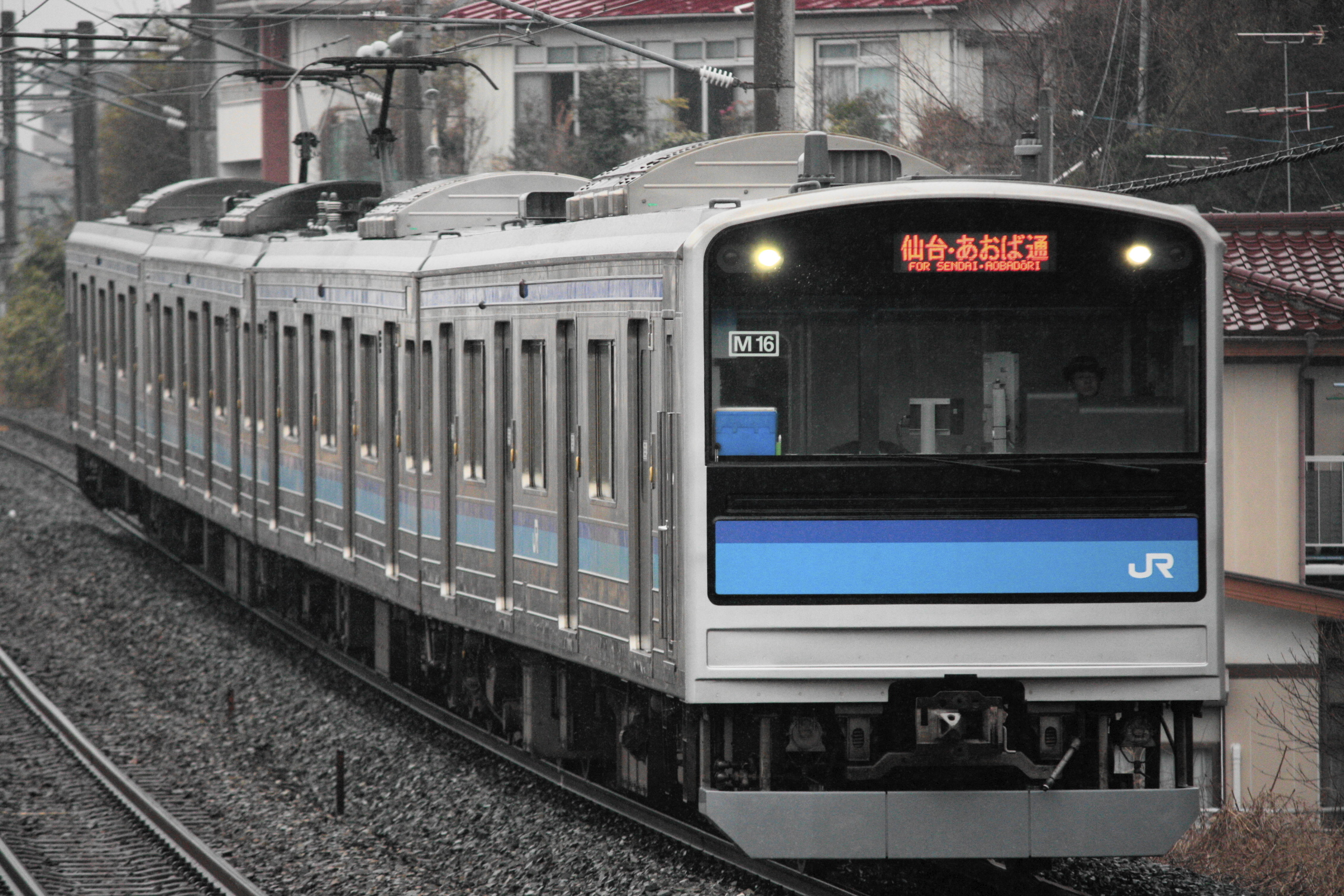
被害を免れたM16編成
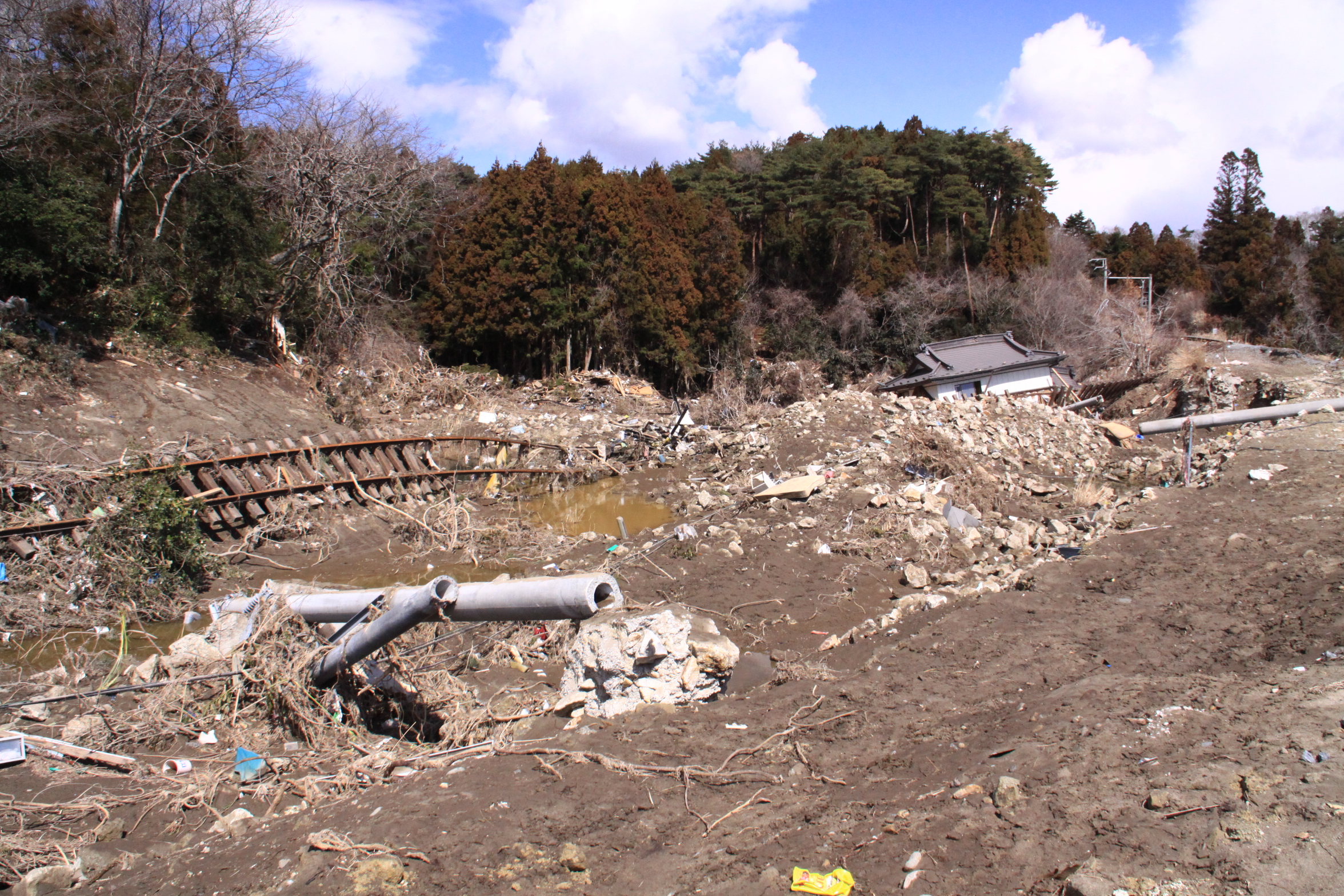
東北地方太平洋沖地震で発生した津波により流された軌道
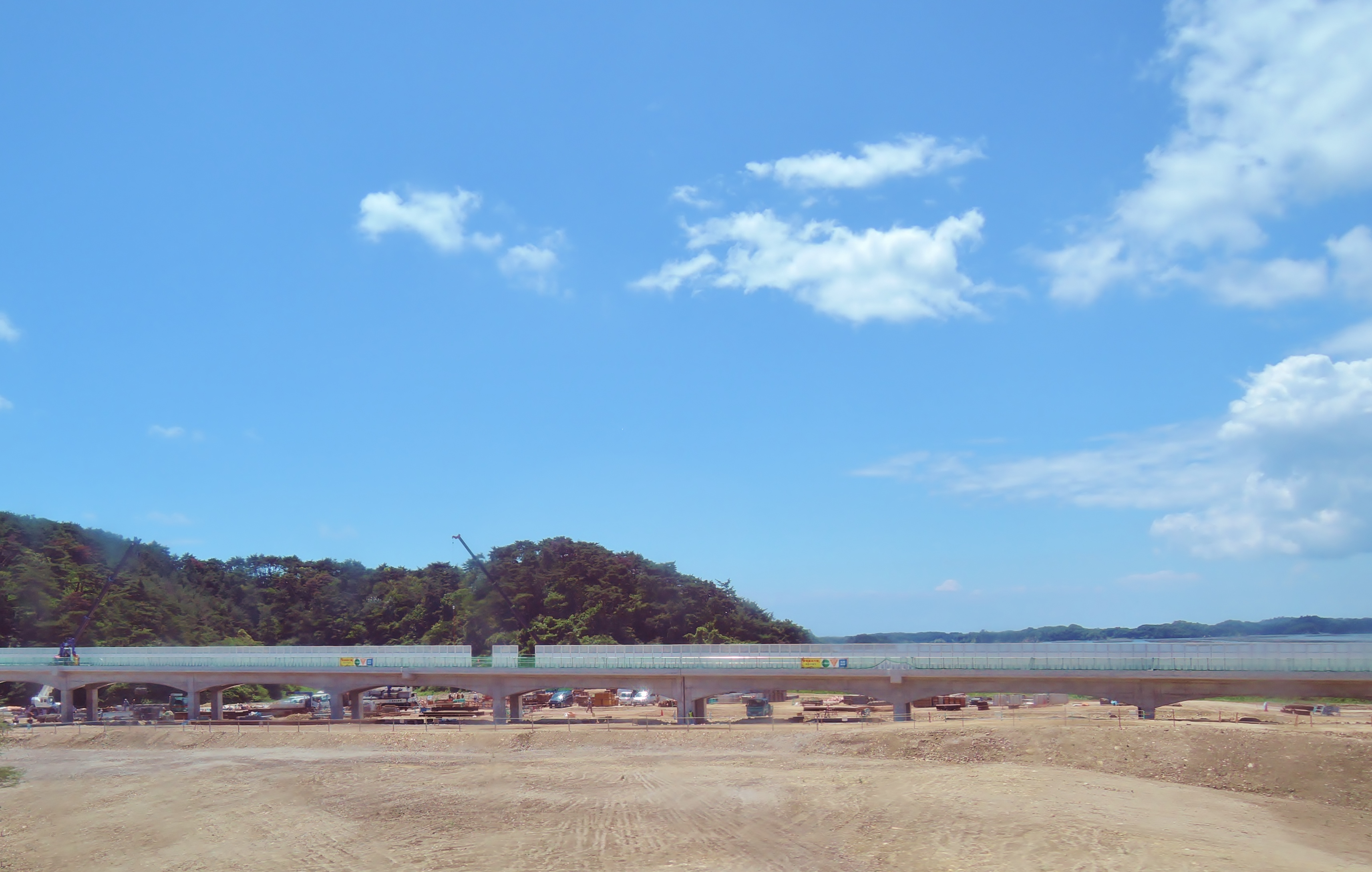
移設・復旧工事中の仙石線（2014年7月）
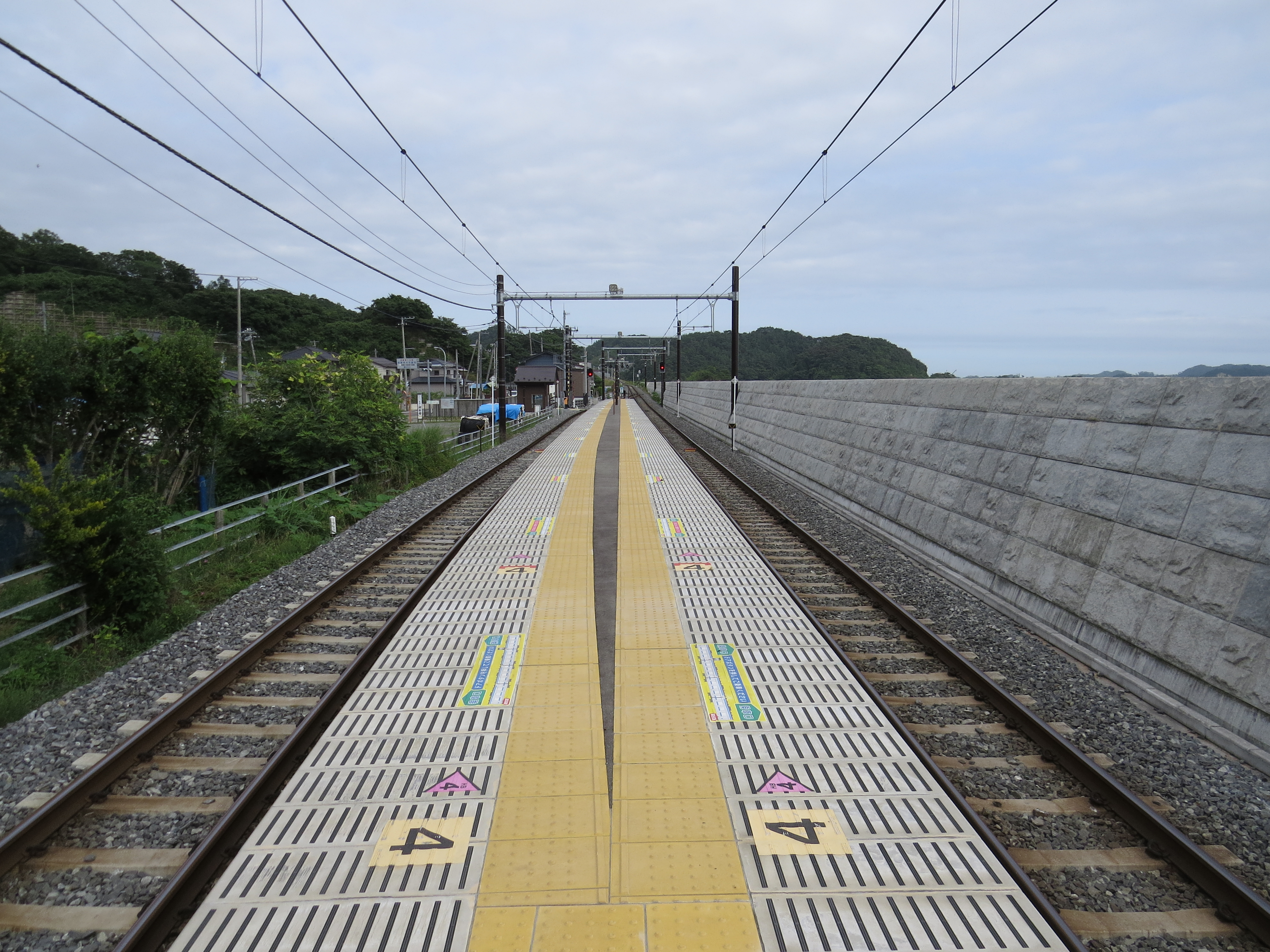
移設しない区間でも海沿いの区間では護岸のかさ上げが行われた（陸前大塚駅 かさ上げ後）
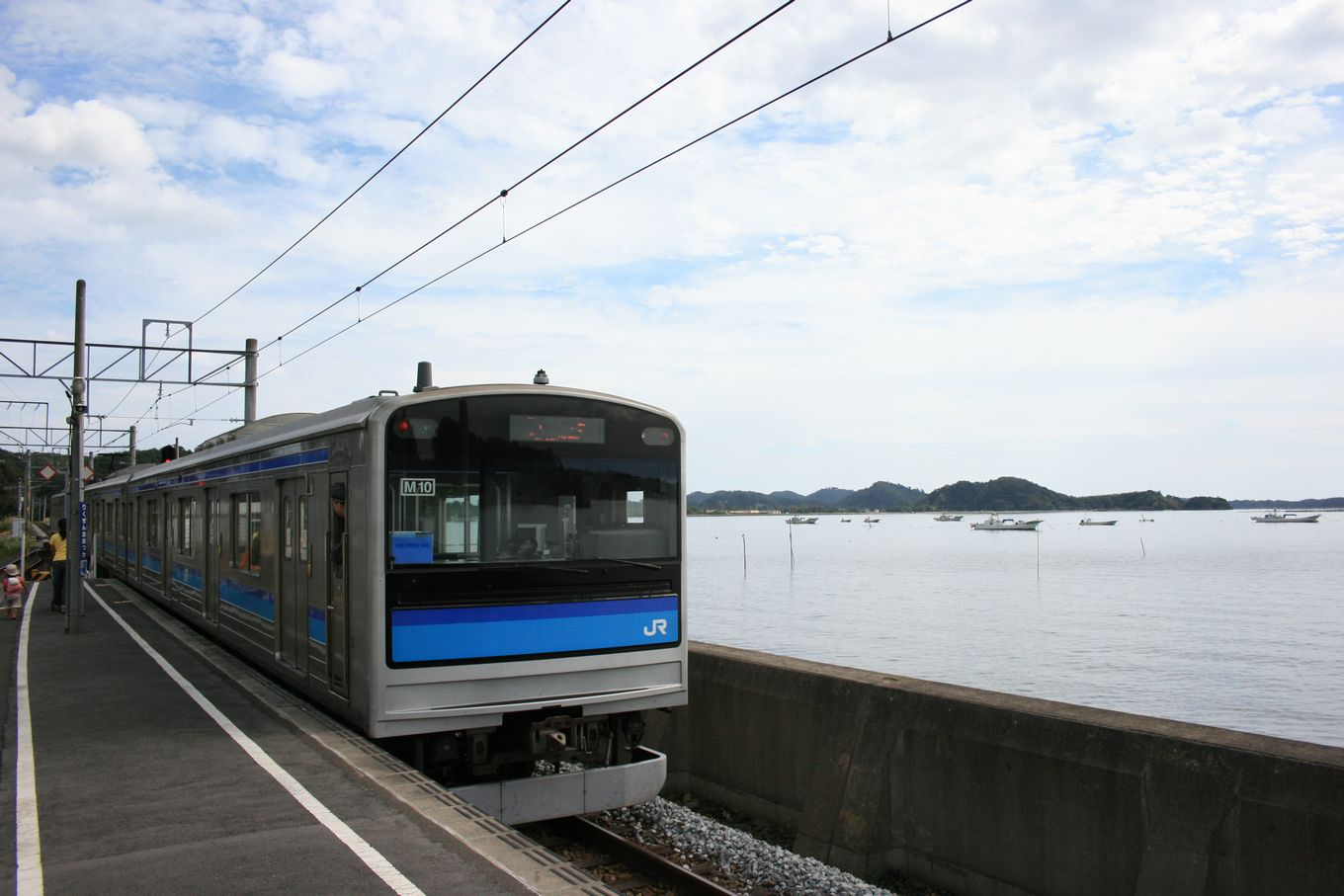
かさ上げ前の様子（陸前大塚駅 2007年）
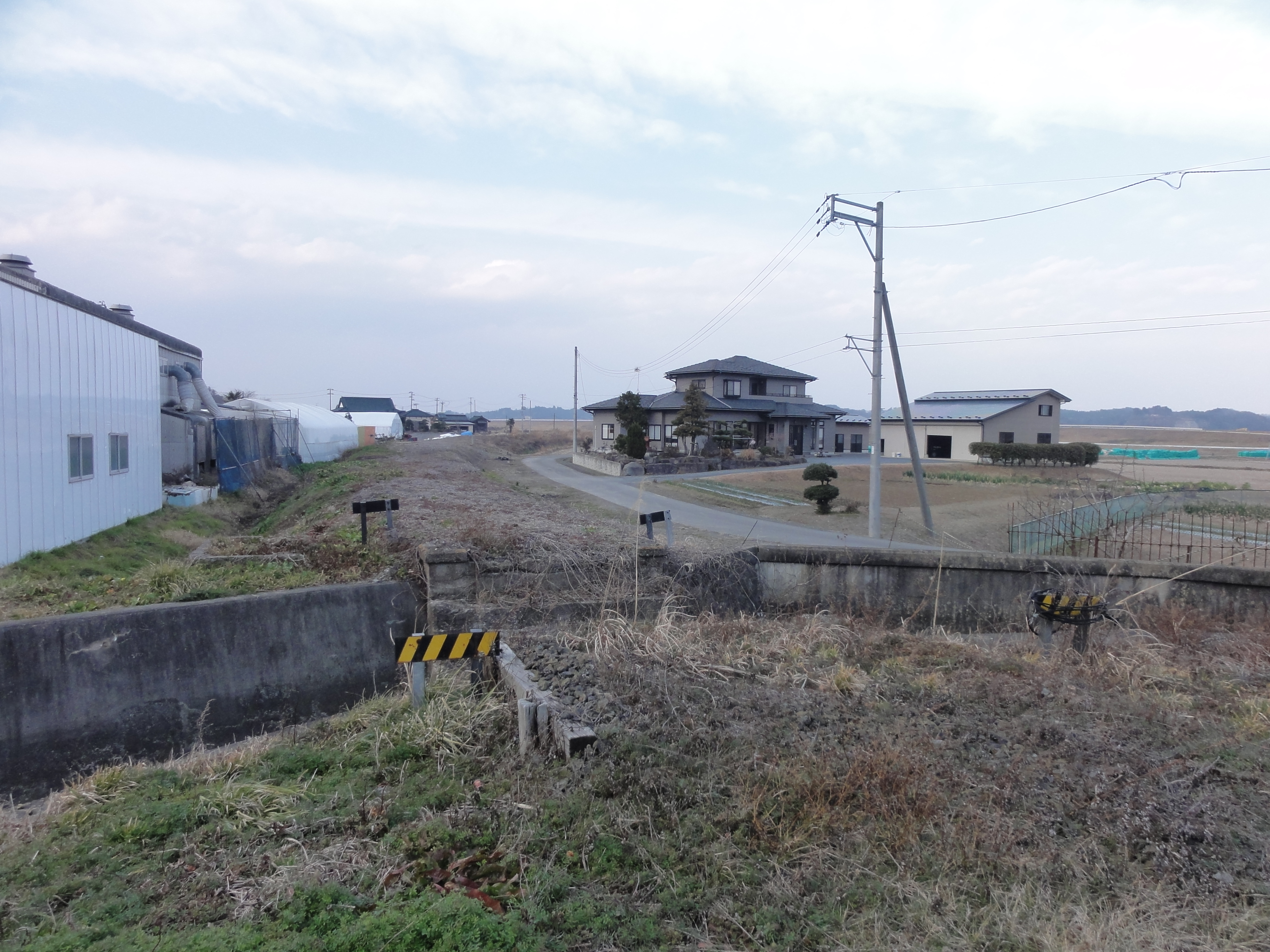
野蒜駅 - 陸前小野駅間旧線跡地（2016年1月）
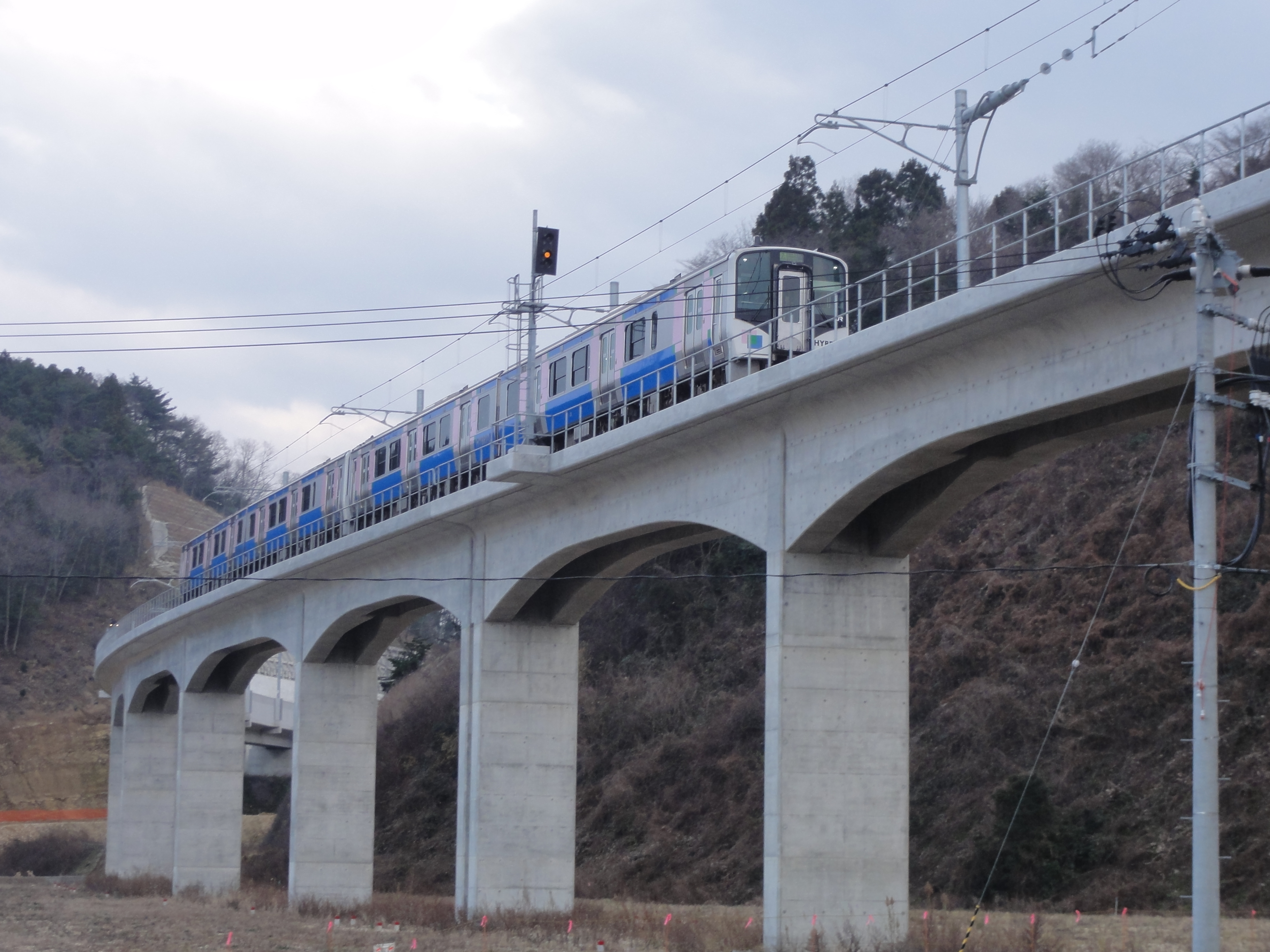
野蒜駅 - 陸前小野駅間新線を走行するHB-E210系（2016年1月）

### 年表

#### 宮城電気鉄道
- 1925年（大正14年）6月5日：宮城電気鉄道が仙台駅 - 西塩釜駅間を開業。宮電仙台・東七番丁・榴ケ岡・陸前原ノ町・福田町・陸前高砂・多賀城・西塩釜の各駅新設[40]。
- 1926年（大正15年）
  - 1月1日：宮城野原駅を新設[41]。
  - 4月14日：西塩釜駅 - 本塩釜駅間を延伸開業、本塩釜駅を新設[42]。
- 1927年（昭和2年）4月18日：本塩釜駅 - 松島公園駅（現在の松島海岸駅）間を延伸開業。東塩釜・浜田・松島公園の各駅を新設[43]。
- 1928年（昭和3年）
  - 4月10日：松島公園駅 - 陸前小野駅間を延伸開業、小石浜遊園・新富山・高城町・手樽・陸前富山・大塚・野蒜・陸前小野の各駅を新設[44]。
  - 5月15日：新田駅を新設。
  - 11月22日：陸前小野駅 - 石巻駅間を延伸開業し仙台駅 - 石巻駅間全通。矢本・陸前赤井・蛇田・石巻の各駅を新設[45]。
- 1929年（昭和4年）6月1日：鹿妻駅を新設。鉄道省仙台鉄道局（現・東日本旅客鉄道仙台支社）のポスター（1930年代）。東北本線と国有化前の宮城電鉄（現・仙石線）との間では、松島行き旅客の獲得競争が行われていた。
- 1931年（昭和6年）

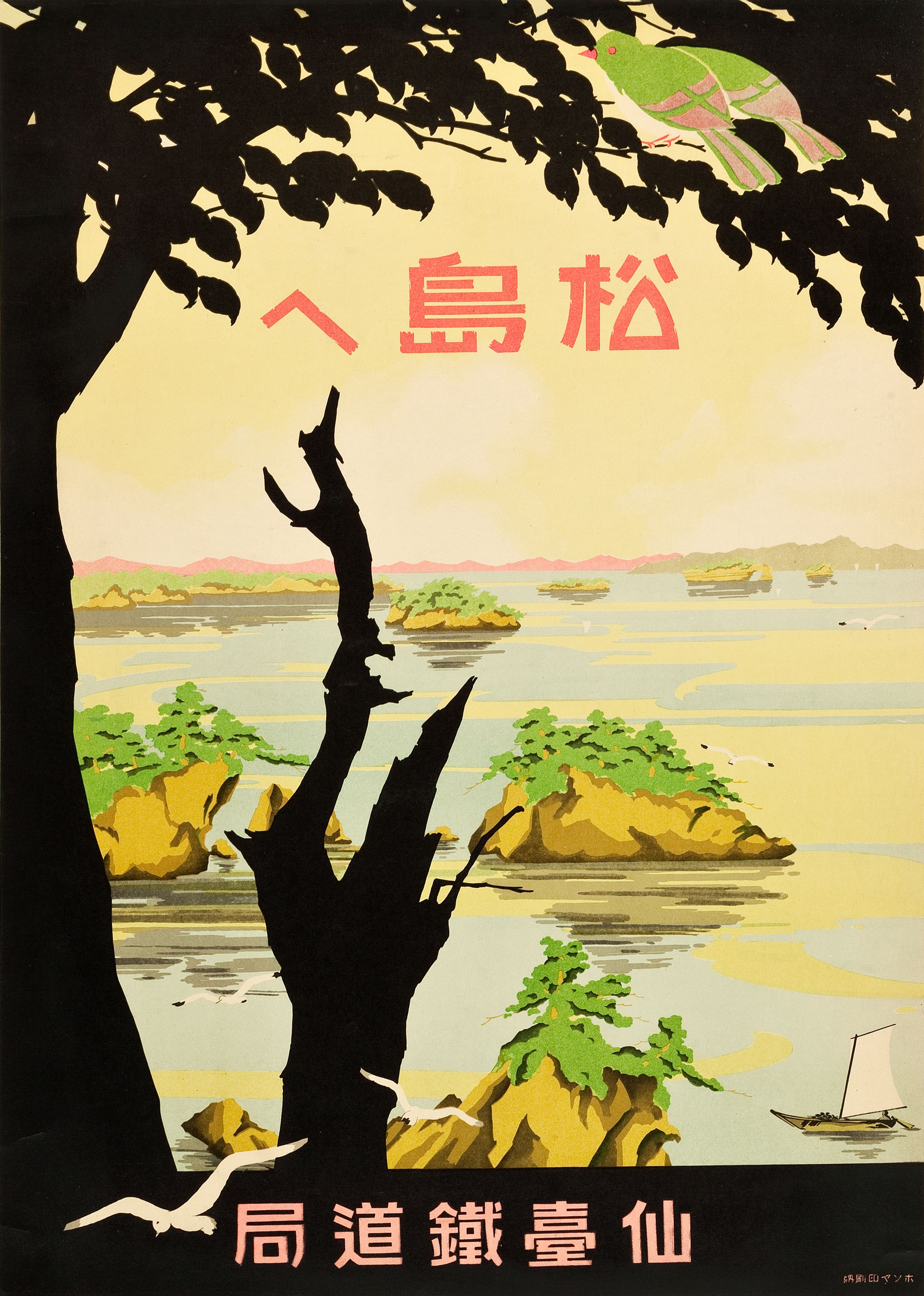
鉄道省仙台鉄道局（現・東日本旅客鉄道仙台支社）のポスター（1930年代）。東北本線と国有化前の宮城電鉄（現・仙石線）との間では、松島行き旅客の獲得競争が行われていた。

  - 10月23日：野蒜駅を東北須磨駅に改称。
  - 12月1日：大塚停留場を仙台方面に1 km移設。東名駅を新設。
- 1932年（昭和7年）
  - 1月8日：石巻駅を宮電石巻駅に改称。
  - 8月1日：下馬信号所を駅に変更して下馬駅を新設。
- 1939年（昭和14年）
  - 2月1日：宮電山下駅を新設。
  - 11月7日：宮電山下駅 - 釜駅（現在の石巻港駅）間の貨物線を開業[45]。
- 1943年（昭和18年）2月8日：苦竹駅開業届出。

#### 国有化以後
- 1944年（昭和19年）5月1日：宮城電気鉄道が国有化され仙石線と線路名称制定[46]。宮電仙台駅を仙台駅に、東七番丁駅を仙台東口駅に、西塩釜駅を西塩竈駅に、本塩釜駅を本塩竈駅に、東塩釜駅を東塩竈駅に、浜田駅を陸前浜田駅に、松島公園駅を松島海岸駅に、富山駅を陸前富山駅に、大塚駅を陸前大塚駅に、東北須磨駅を野蒜駅に、宮電山下駅を陸前山下駅に、宮電石巻駅を石巻駅にそれぞれ改称。新田・小石浜遊園・新富山の各駅を廃止。
- 1945年（昭和20年）6月10日：陸前富山・陸前大塚・鹿妻の各駅を休止。
- 1946年（昭和21年）6月10日：陸前富山・陸前大塚・鹿妻の各駅を再開。
- 1952年（昭和27年）
  - 6月1日：地下区間の仙台駅 - 仙台東口駅間を休止。
  - 9月26日：仙台駅 - 仙台東口駅間を廃止。仙台東口駅を仙台駅に改称。
- 1953年（昭和28年）7月20日：釜駅 - 石巻港駅間の貨物線を開業。
- 1956年（昭和31年）10月1日：仙石線管理所発足。
- 1957年（昭和32年）
  - 快速列車の設定開始。
  - 6月6日：陸前山下駅 - 釜駅間の電化廃止。
- 1959年（昭和34年）9月：石巻駅 - 仙台駅間で快速電車運行開始。
- 1963年（昭和38年）5月25日：西塩竈駅を西塩釜駅に、本塩竈駅を本塩釜駅に、東塩竈駅を東塩釜駅にそれぞれ改称。
- 1965年（昭和40年）9月30日：東塩釜駅貨物取扱廃止。
- 1966年（昭和41年）1月20日：陸前原ノ町駅 - 福田町駅間の「苦竹高架」完成、高架化。
- 1968年（昭和43年）
  - 2月23日：福田町駅 - 多賀城駅間を複線化。
  - 3月19日[47] 陸前原ノ町 - 福田町間を複線化。
  - 10月11日：釜駅 - 石巻埠頭駅間の貨物線を開業。
- 1969年（昭和44年）
  - 9月26日：多賀城駅 - 西塩釜駅間を複線化[48]。
  - 10月1日：石巻駅 - 仙台駅間50分台の特別快速電車運行開始[48]。
- 1971年（昭和46年）
  - 3月31日：矢本駅貨物取扱廃止。
  - 4月1日：仙石線管理所廃止、陸前原ノ町電車区および陸前原ノ町車掌区発足。釜駅 - 石巻港駅間の貨物線廃止[49][50]。
  - 9月30日：多賀城駅貨物取扱廃止、これにより仙台駅 - 多賀城駅間貨物営業廃止。
- 1972年（昭和47年）
  - 3月15日：釜駅を石巻港駅に改称。
  - 8月18日：塩竈市越ノ浦の仙石線の無人踏切で、仙台発石巻行き下り電車にダンプカーが衝突、1両目が脱線して半海水の沼に突っ込む（死者2名、重軽傷46名）。
- 1975年（昭和50年）
  - 2月1日：「新型電車導入」記念乗車券発行。
  - 2月15日：72系アコモデーション改良車導入[51]。
  - 3月：出札合理化により榴ケ岡・宮城野原・苦竹・福田町・陸前高砂・下馬・西塩釜・東塩釜・高城町の各駅で出札窓口閉鎖。仙台・石巻両駅に乗継出札口を設置。
- 1979年（昭和54年）10月1日：103系導入[52]。
- 1981年（昭和56年）
  - 4月1日：中野栄駅を新設。
  - 11月1日：西塩釜駅 - 東塩釜駅間を高架・複線化。本塩釜・東塩釜の両駅を移転。
- 1983年（昭和58年）
  - 6月15日：陸前原ノ町車掌区を廃止し仙台車掌区に統合。
  - 10月2日：平日・休日ダイヤ実施。線内最高速度が85 km/h→95 km/hに引き上げ。仙台駅 - 石巻駅間ノンストップの特別快速新設。
- 1987年（昭和62年）3月31日：東矢本駅を新設[21]。

#### 民営化以後
- 1987年（昭和62年）4月1日：国鉄分割民営化に伴い東日本旅客鉄道（第一種）・日本貨物鉄道（第二種）が承継。
- 1988年（昭和63年）
  - 3月1日：多賀城駅 - 陸前山下駅間にCTCを導入[53]。あわせて東塩釜駅構内にCTCセンターを設置したほか、陸前大塚駅の交換設備使用開始[53]。
  - 3月13日：ダイヤ改正に際して、快速列車に「うみかぜ」の愛称を命名[54]。
- 1990年（平成2年）7月21日：石巻駅駅舎を石巻線の駅舎に統合。
- 1991年（平成3年）
  - 3月9日：宮城野信号場を新設。
  - 3月16日：陸前原ノ町電車区閉所[55]。宮城野電車区へ移転[55]。
- 1999年（平成11年）11月1日：石巻港駅 - 石巻埠頭駅間の貨物線を廃止。
- 2000年（平成12年）仙石線地下化に伴って延伸開業したあおば通駅（2007年3月撮影）。

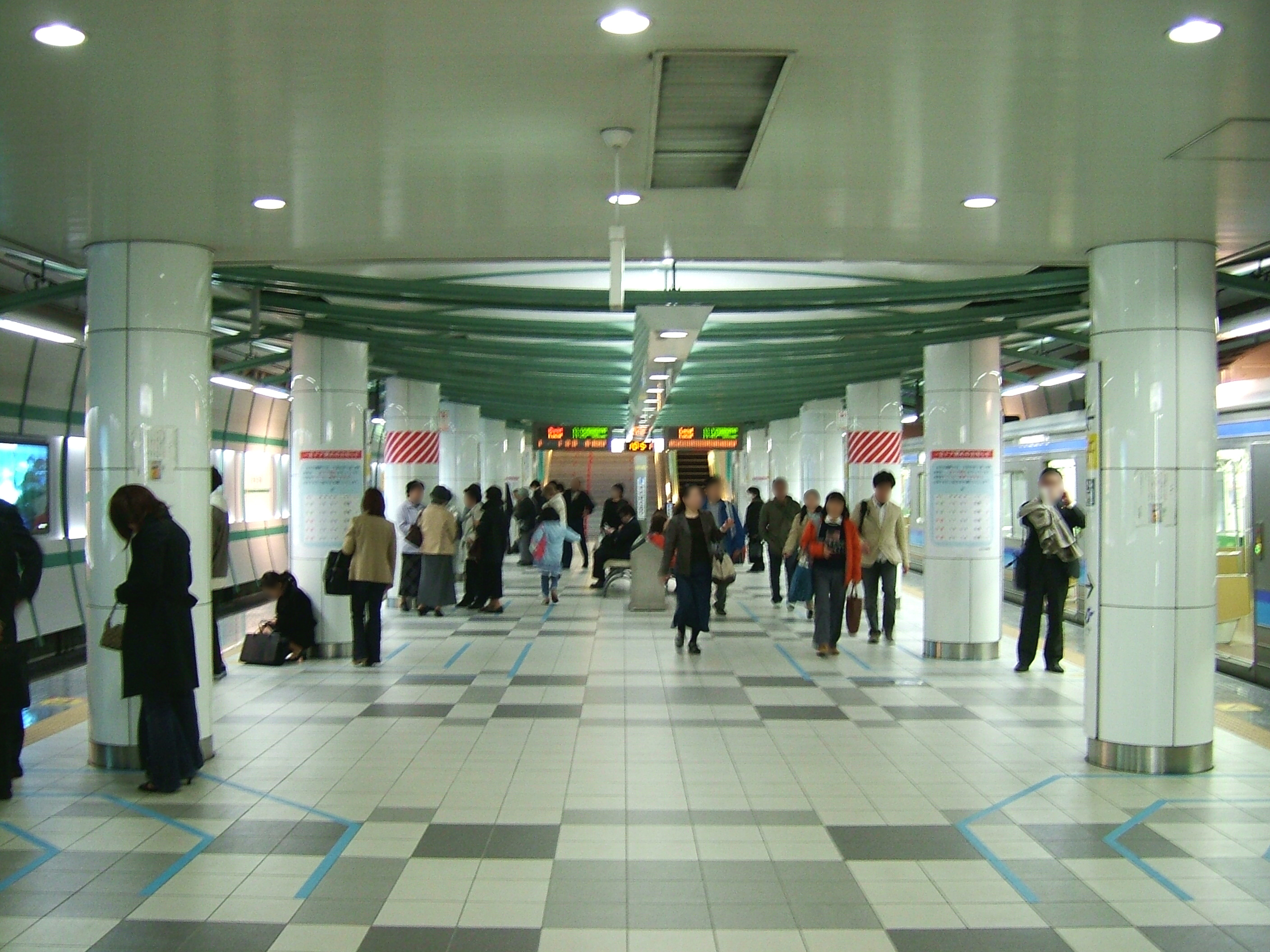
仙石線地下化に伴って延伸開業したあおば通駅（2007年3月撮影）。

  - 3月11日：仙台駅 - 陸前原ノ町駅間を地下化、あおば通駅 - 仙台駅間を延伸開業[56]。
  - 3月20日：CTCセンターを宮城野総合事務所内に移設。あおば通駅 - 中野栄駅間にもCTCを導入。
  - 6月25日：野蒜駅 - 陸前小野駅間の鳴瀬川橋梁架け替え工事完成[57]。
- 2002年（平成14年）11月5日：205系3100番台導入[58][59]。
- 2003年（平成15年）10月1日：宮城野運輸区発足。
- 2004年（平成16年）
  - 3月13日：小鶴新田駅を新設。
  - 7月：103系運行終了。RT-235編成は予備車として郡山駅構内に留置（2007年3月に復帰）。
  - 10月16日：快速列車「うみかぜ」の愛称廃止[60]。平日・土曜休日の時刻表を一本化。
- 2009年（平成21年）
  - 10月21日：103系RT-235編成が運行を終了。
  - 11月29日：多賀城駅上り線を高架化。

#### 東日本大震災以後
- 2011年（平成23年）津波に襲われ脱線したあおば通駅行きの列車

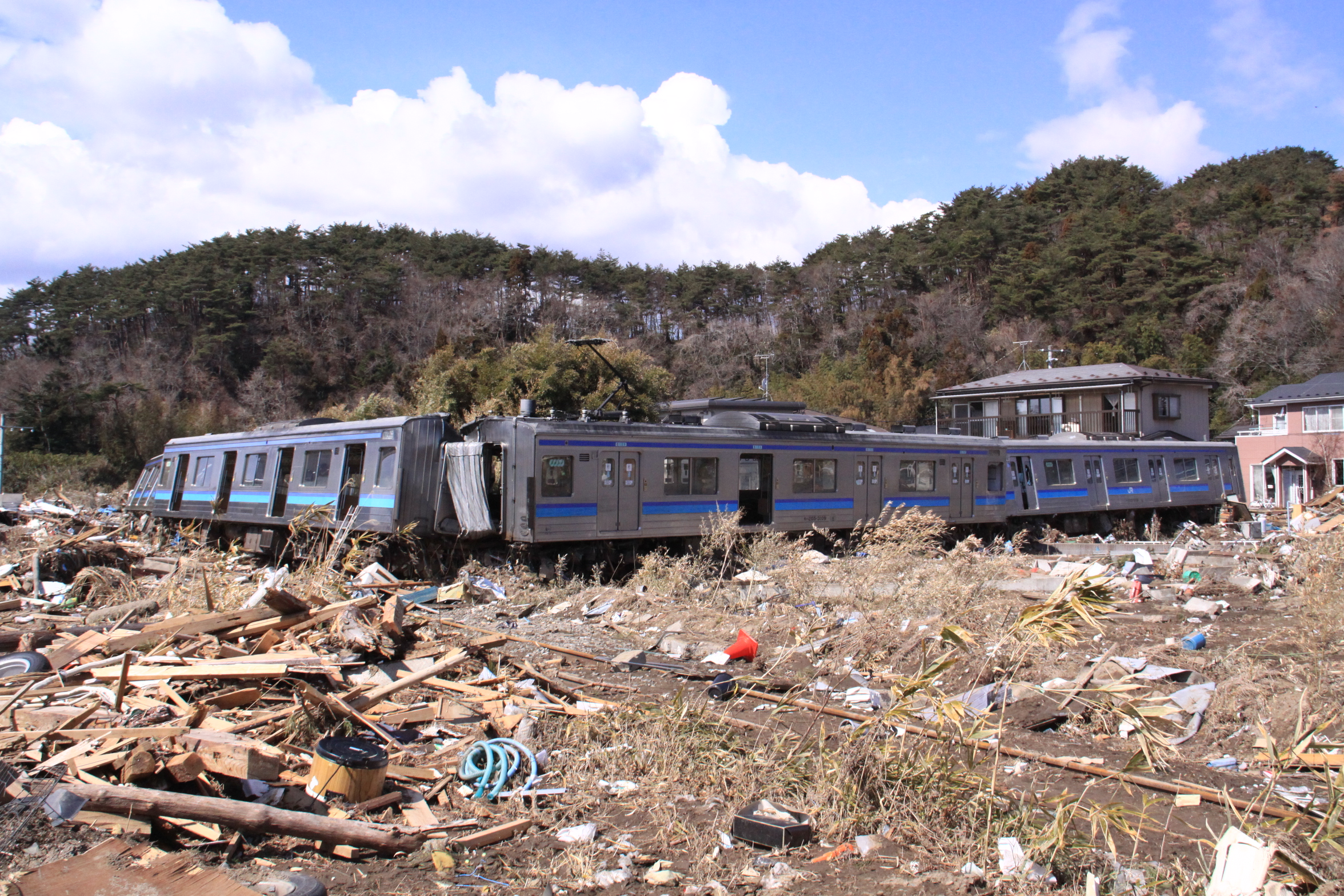
津波に襲われ脱線したあおば通駅行きの列車

  - 3月11日：東北地方太平洋沖地震およびそれによる津波の被害で全線不通となる。
  - 3月28日：あおば通駅 - 小鶴新田駅間で運転再開。
  - 4月5日：東北本線松島駅に接続する形で、松島駅 - 石巻駅間で仙石線経由の代行バス運転開始。
  - 4月7日：東北地方太平洋沖地震の余震により再び全線で不通となる[32]。
  - 4月15日：余震により不通となっていた、あおば通駅 - 小鶴新田駅間の運転を再開。
  - 4月19日：小鶴新田駅 - 東塩釜駅間の運転を再開。代行バス区間を東塩釜駅 - 石巻駅間に変更。
  - 5月28日：東塩釜駅 - 高城町駅間の運転を再開[33]。代行バス区間を松島海岸駅 - 石巻駅間に変更。
  - 7月16日：矢本駅 - 石巻駅間の運転を再開。同区間は気動車が使用される。またスタフ閉塞式が施行される。代行バス区間を松島海岸駅 - 矢本駅間に変更。
  - 10月10日：あおば通駅 - 東塩釜駅間の保安装置をATACS化。
- 2012年（平成24年）
  - 3月17日：陸前小野駅 - 矢本駅間の運転を再開。
  - 4月8日：多賀城駅下り線を高架化し、これにより同駅周辺の上下線とも高架化を完了（多賀城駅の3番線は未供用）。
  - 9月29日：貨物支線（石巻港駅 - 陸前山下駅）の試運転開始に伴い、陸前山下駅 - 石巻駅間の自動閉塞式（特殊）の使用を再開。スタフ閉塞式が陸前小野駅 - 陸前山下駅間に短縮される。
  - 10月9日：貨物支線（石巻港駅 - 陸前山下駅）の運転を再開。
  - 11月17日：多賀城駅付近連続立体交差化完了。多賀城駅駅舎と3番線使用開始。
  - 11月下旬：陸前小野駅 - 陸前山下駅間の自動閉塞式（特殊）の使用を再開（ただし陸前赤井駅の信号設備は使用停止）。
- 2014年（平成26年）
  - 3月15日：B快速を各駅停車に格下げ。多賀城駅中線による折り返し開始。
  - 4月1日：全線が新設の仙台近郊区間となる。
  - 12月14日：あおば通駅 - 東塩釜駅間でATACSによる踏切制御機能使用開始[61]。また、不通区間となっていた高城町駅 - 陸前小野駅間のレール締結式が挙行され、全線がレールで結ばれる[62]。
- 2015年（平成27年）
  - 3月14日：不通区間の運転再開に先立ち、新線へ切り替えられる陸前大塚駅 - 陸前小野駅間を改キロ (-1.2 km)[63]。
  - 4月13日：不通区間の高城町駅 - 陸前小野駅間で移設区間を含めての試運転を実施[64]。陸前小野駅・陸前赤井駅の信号設備使用再開。
  - 5月30日[35][36][37]：高城町駅 - 陸前小野駅間の新線開業に伴い、全線運転再開[35][36][37]。同時に仙石東北ライン開業[65]。またあおば通駅 - 多賀城駅 - 東塩釜駅 - 高城町駅経由の快速運転が廃止。
  - 12月1日： 205系3100番台の2WAYシート車をすべてロングシートとして運行開始。
- 2016年（平成28年）3月26日：石巻あゆみ野駅を新設[66][67]。
- 2017年（平成29年）3月4日：石巻あゆみ野駅へ朝の仙石東北ライン快速上下各1本が停車開始[68]。
- 2025年度（令和7年度）
  - 冬頃：E131系が営業運転を開始する予定[69]。

## 運行形態

### 現行
2015年5月30日の仙石東北ライン開業に伴うダイヤ改正以降、運行形態は仙石線内のみを運行する普通列車と仙石東北ライン特別快速・快速列車に大別される。このダイヤ改正により、あおば通駅 - 高城町駅間は普通列車（各駅停車）のみの運行となった。

#### 仙石東北ライン・特別快速・快速
仙石東北ラインは仙台駅 - 石巻駅・女川駅間を結ぶ列車の運転系統である。仙台駅 - 高城町駅間が東北本線経由で、高城町駅から石巻駅の間が仙石線内での運行である。おおむね1時間に1本運転しているが、仙台発11時台と石巻発7・12時台の運転はない。仙台発朝9時台と石巻発20時台の上下各1本が停車駅の少ない「特別快速」として運転されている以外は「快速」として運転されている。
快速には、種別表示色が赤（■）で表示されるもの（以下「赤快速」という。）と、緑（■）で表示されるもの（以下「緑快速」という。）がある。東北本線仙台駅 - 塩釜駅間において、赤快速は途中駅無停車、緑快速は各駅に停車し、仙石線内（高城町駅 - 石巻駅間）の停車駅はいずれも同じである。
先行列車の追い抜きはないが、原則として高城町駅であおば通駅発着の普通列車と相互接続を行っている。
1列車4両編成で運行している。かつては仙台12時台発と石巻13時台発の緑快速のみ2両編成で運行していたが、2019年3月16日のダイヤ改正からこの列車を含む全列車が4両編成運行となった。
2016年8月6日からは、「仙石東北ライン」のうち石巻発朝6時台の上り始発列車と仙台発夜20時台の下り最終列車が石巻線の石巻駅 - 女川駅間に乗り入れ、仙台駅 - 女川駅間の直通運転を開始し、2017年3月4日からは石巻あゆみ野駅に一部列車が停車するようになった。
仙石東北ラインの開業に伴い、あおば通駅 - 高城町駅間を運行（多賀城駅・本塩釜駅を経由）する快速は廃止されている。

#### 普通列車
あおば通駅 - 石巻駅間を仙石線内各駅に停車する。すべての列車があおば通駅発着の4両編成となっている。
朝夕時間帯は約6 - 8分間隔で運転されている。車両基地への出入りを兼ねて、あおば通駅 - 小鶴新田駅間の区間運転列車がある。
日中は1時間に4本運転されており、あおば通駅 - 石巻駅間の直通列車と多賀城駅・東塩釜駅・松島海岸駅・高城町駅を発着駅とする区間運転列車がそれぞれ1本程度運転されている。このうち、高城町駅で折り返す列車の多くは、仙石東北ラインと10分前後で接続して石巻方面の列車と乗り継げるようになっている。下りは15分等間隔で運転されているが、上りは少しずれが生じている。
上り列車の方向幕・行先表示LEDには「仙台・あおば通」と表示されている。これは仙台方面あおば通行きの列車であることを強調するために便宜上用いているもので、途中駅で編成の一部が切り離されるというわけではない。同様に、下り列車のうち、高城町行きには「松島海岸・高城町」、石巻行きには「松島海岸・石巻」と、松島観光の下車駅である松島海岸駅を表示に含めている（ただし、松島観光とは無関係となる夜間の石巻行き列車は「石巻」のみ表示される）。なお、かつては誤乗防止の観点から、2015年5月30日以降は方向幕・行先表示LEDで「仙石線経由」の表示がなされていたが、2021年3月以降は行われていない。
JRの列車番号は原則として電車には「M」が付くが、仙石線の場合はいわゆる電車ダイヤのため、電車で運行される普通列車には「S」が付与されている。また、上2桁（もしくは上1桁）は24時間制の始発駅発車時刻を、下2桁は1桁目で発順、2桁目で発着駅を表す。
発着駅での付番パターンは次の通り。
- 2…石巻発着
- 3…高城町発着
- 4、5…東塩釜発着
- 6…多賀城発着
- 7…小鶴新田（宮城野信号場）発着
- 8…松島海岸発着
- 9…矢本発着（臨時列車のみ）

例：あおば通発東塩釜行きの19時台の1本目は1941Sとなる。

#### 臨時列車
プロ野球チーム東北楽天ゴールデンイーグルスの本拠地の楽天モバイルパーク宮城は宮城野原駅が最寄である。この球場でプロ野球の試合がある日はあおば通駅 - 小鶴新田駅間で臨時列車が運行される。このほかに、塩竈みなと祭に合わせてあおば通駅 - 本塩釜・東塩釜駅間で、松島ハーフマラソン大会に合わせてあおば通駅 - 高城町駅間で、松島基地航空祭に合わせて（定期列車の延長運転で）小鶴新田・東塩釜駅 - 矢本駅間で、石巻川開き祭りに合わせてあおば通・矢本駅 - 石巻駅間で臨時列車の増発が行われている。
2022年12月3・4日には、高城町駅 - 石巻駅の変電設備取替工事に伴い、この区間では気動車（仙石東北ライン用のHB-E210系）による折り返し運転が実施された。また一部列車が松島海岸駅に乗り入れ、HB-E210系が初めて高城町以南に乗り入れた。

### 東日本大震災発災から2015年5月29日までの間（震災ダイヤ）
2011年3月11日に発生した東日本大震災の影響で、仙石線は甚大な被害を受け、全線で不通となった。3月28日のあおば通駅 - 小鶴新田駅間運転再開、4月7日の余震による再度全線不通を経て、4月19日に同区間が再開されてからは段階的に復旧範囲が拡大し、2012年3月17日の時点で、仙台側はあおば通駅 - 高城町駅間、石巻側は陸前小野駅 - 石巻駅間で列車運行を再開していた（詳細は後述「東日本大震災による影響」の節も参照）。ここでは、震災の影響で不通区間が発生していた時期について述べる。

#### あおば通駅 - 高城町駅間
この区間は当初から震災前と同じ205系3100番台電車で運行を再開した。
2011年3月28日にあおば通駅 - 小鶴新田駅が復旧した。このときは1時間に2 - 7本ほどの運転であった。
高城町駅まで復旧後のダイヤは、列車の大半があおば通駅 - 東塩釜駅間の区間列車であり、東塩釜駅 - 高城町駅間は1時間に2 - 3本程度であった。また、現行と同様に小鶴新田駅・多賀城駅までの区間列車が設定されていた。多賀城駅は2014年3月までは高架化工事により折り返し運転ができず、多賀城駅 - 東塩釜駅間を回送のうえ東塩釜駅で折り返していた。
高城町駅まで復旧した際に、あおば通駅 - 高城町駅間の快速列車（A快速・B快速）も設定された。A快速の停車駅はあおば通駅・仙台駅・多賀城駅・本塩釜駅・東塩釜駅・松島海岸駅・高城町駅、B快速の停車駅はあおば通駅 - 多賀城駅間の各駅および本塩釜駅・東塩釜駅・松島海岸駅・高城町駅であった。B快速は通過駅が3駅（下馬駅・西塩釜駅・陸前浜田駅）しかなかったため、2014年3月15日のダイヤ改正をもって各駅停車に格下げされる形で廃止され、残ったA快速が単に「快速」として運行された。この快速も、仙台市内の通過駅での停車間隔が所々で大きく広がる問題があったため、2015年5月30日のダイヤ改正で速達輸送を仙石東北ラインへシフトする形で、多賀城駅・本塩釜駅を経由して電車で運行される快速列車は消滅した。

#### 高城町駅 - 陸前小野駅間（松島海岸駅 - 矢本駅間代行バス）

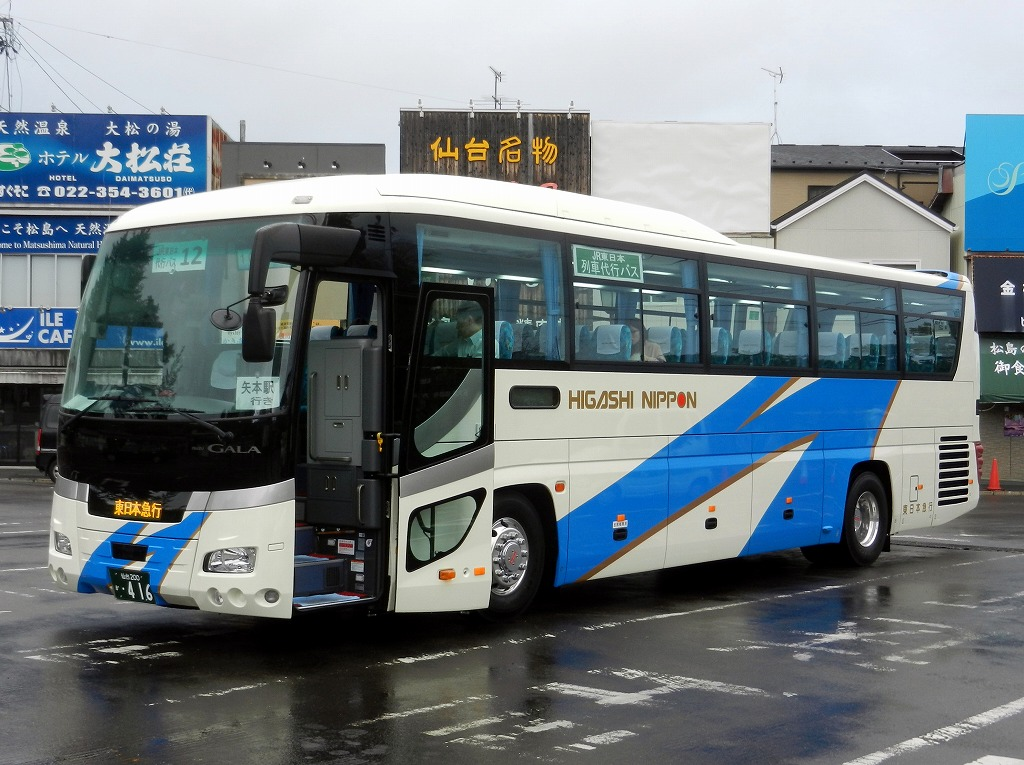
松島海岸駅 - 矢本駅間で運行されていた列車代行バス（東日本急行・いすゞGALA）

高城町駅 - 陸前小野駅間は東日本大震災の影響により2015年（平成27年）5月29日まで不通となっており、2011年（平成23年）7月16日から同日まで、松島海岸駅 - 矢本駅間でバス代行輸送が行われていた。本数は2014年（平成26年）3月15日から運行終了までのダイヤでは1日上り19本、下り20本で、朝夕のラッシュ時は、1本あたり最大5台同時運行していた。松島海岸駅で快速列車に接続することが多かったが、バスが遅延した場合でも原則として接続は行わなかった。
代行バス停留所は不通区間の各駅前に設置されていたが、高城町駅のみ離れていたため、仙石線電車区間（あおば通駅 - 高城町駅間）と代行バスの乗り換えは松島海岸駅で行うよう案内されていた。
この区間は軌道の損傷・駅舎流失等、甚大な被害をうけたため、当初復旧の目途が立っていなかったが、2012年1月に、2015年度中にも全線復旧する方針が発表された。被害が大きかった陸前大塚駅 - 陸前小野駅間は、内陸側に移設されることになった。2014年7月30日には2015年6月までに全線再開することが発表された。2015年1月29日には再開日が同年5月30日と発表され、事前発表通り運行を再開した。

#### 陸前小野駅 - 石巻駅間
2011年7月16日に矢本駅 - 石巻駅間で運行を再開し、2012年3月17日には陸前小野駅 - 矢本駅間の運行を再開した。電化設備が復旧していなかったことから、全面復旧までこの区間は小牛田運輸区所属のキハ110系気動車による臨時ダイヤでの運行となっていた。陸前小野駅 - 矢本駅間は1日数本、矢本駅 - 石巻駅間では1時間に1 - 2本となっており、全列車が2両または4両編成による普通列車であった。
矢本駅 - 石巻駅間が運行再開された当初は、この区間を運行する列車には列車番号に「Y」が付けられていたが、陸前小野駅まで運行を再開した2012年3月のダイヤ改正で、原則通りの「D」に変更された。

### 東日本大震災以前のダイヤ

#### 快速列車

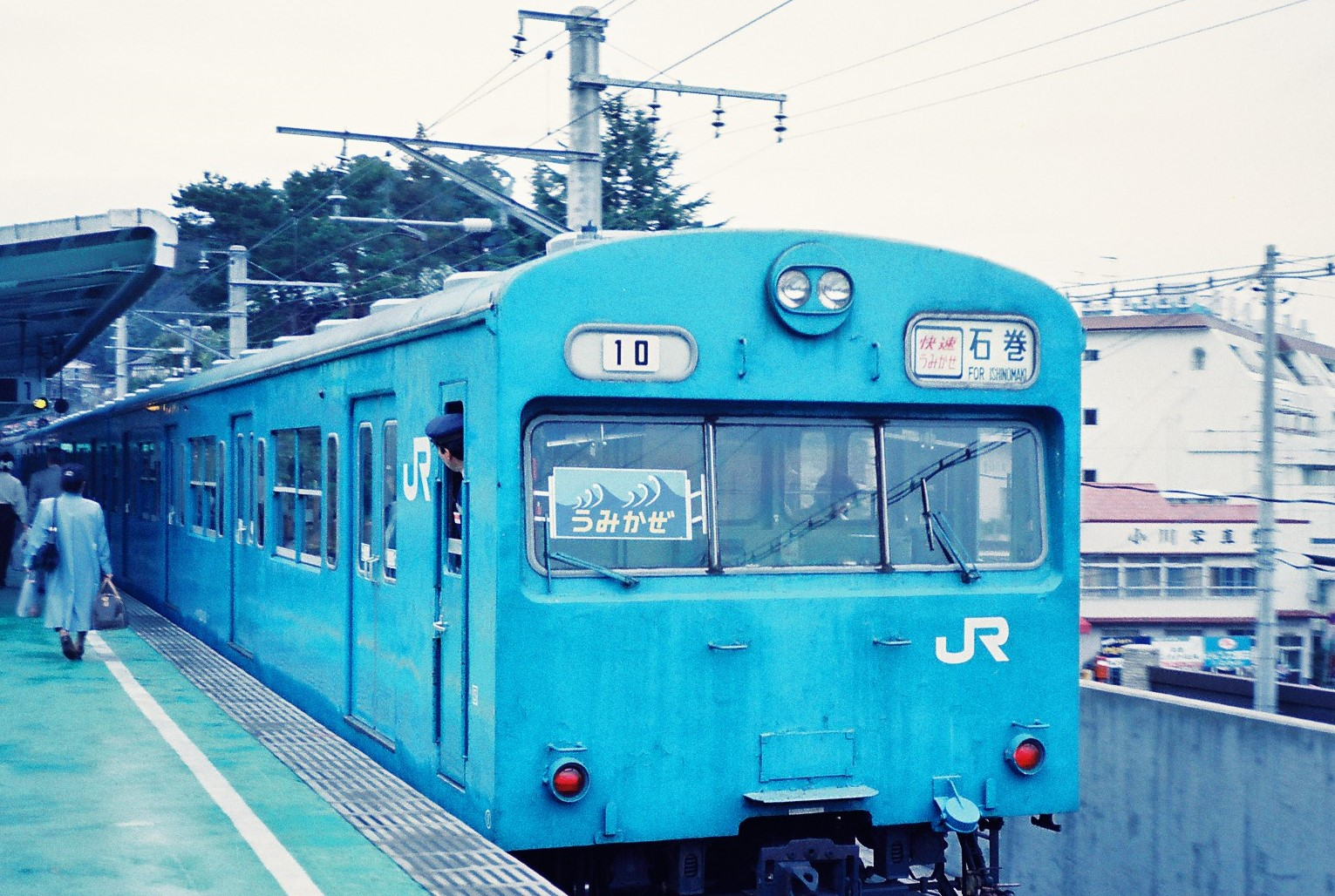
快速「うみかぜ」
（1990年4月）

大震災発生直前まで運転されていた快速列車は、あおば通駅 - 石巻駅間をおよそ1時間に1本運転されていた。2004年10月15日までは快速列車に「うみかぜ」の愛称が与えられており、停車駅の違いによりA快速とB快速の2種類があった。A快速の停車駅はあおば通駅・仙台駅・多賀城駅・本塩釜駅・東塩釜駅・松島海岸駅・高城町駅・野蒜駅・陸前小野駅および矢本駅 - 石巻間駅の各駅であり、B快速はA快速の仙台 - 多賀城間を各駅停車にしたものであった。2009年3月14日のダイヤ改正以前は駅案内においては方向幕の色から、A快速は「赤快速」、B快速は「緑快速」と案内されていた。東北楽天ゴールデンイーグルスの本拠地である宮城球場（2018年現在の名称は「楽天生命パーク宮城」）でプロ野球の試合がある日は、仙台駅 - 多賀城駅間を通過するA快速（赤快速）が球場の最寄り駅である宮城野原駅に臨時停車する場合もあった。
仙石線の快速列車の停車駅については、古くは列車により様々であったが、時代を下るにつれ停車駅がパターン化され、そのパターンも次第に整理・統合された。1972年（昭和47年）頃には通過駅が榴ケ岡駅と宮城野原駅の2駅のみというパターンもあった。
例えば、1998年 - 1999年頃の日中に快速列車が1時間に2本設定されたことがある。このうち1本は現在の速達タイプの停車パターンで、もう一方は石巻 - 本塩釜間が各駅停車となる区間的な快速列車であった。
2007年3月のダイヤ改正以前は、東塩釜駅は快速通過駅であった。
他に特筆できることとしては「特別快速」がある。当初の特別快速は石巻駅 - 仙台駅間を1時間以内で結ぶことと、仙台市内にある百貨店の10時開店を意識したダイヤで、1969年に登場した。この列車は途中、松島海岸駅と本塩釜駅に停車し、午前の上りと午後の下り計2本は矢本駅にも停車した。その後、CTC化と軌道強化、東塩釜駅 - 石巻駅間の単線区間の一部交換可能駅における一線スルー化等に伴って線内最高速度が85 km/hから95 km/hに上がり、1983年10月より休日ダイヤにおいて仙台駅 - 石巻駅間50.5キロメートルをノンストップで走る特別快速1往復が設定された。このノンストップ列車は、停車駅の見直しに伴い2000年3月11日のダイヤ改正で廃止となった。後年に再び停車駅の少ない特別快速が土曜・休日に設定されたが、2003年10月1日のダイヤ改正で再び廃止された。この列車の停車駅は仙台駅、多賀城駅、本塩釜駅、松島海岸駅、高城町駅、野蒜駅、矢本駅、石巻駅だった。

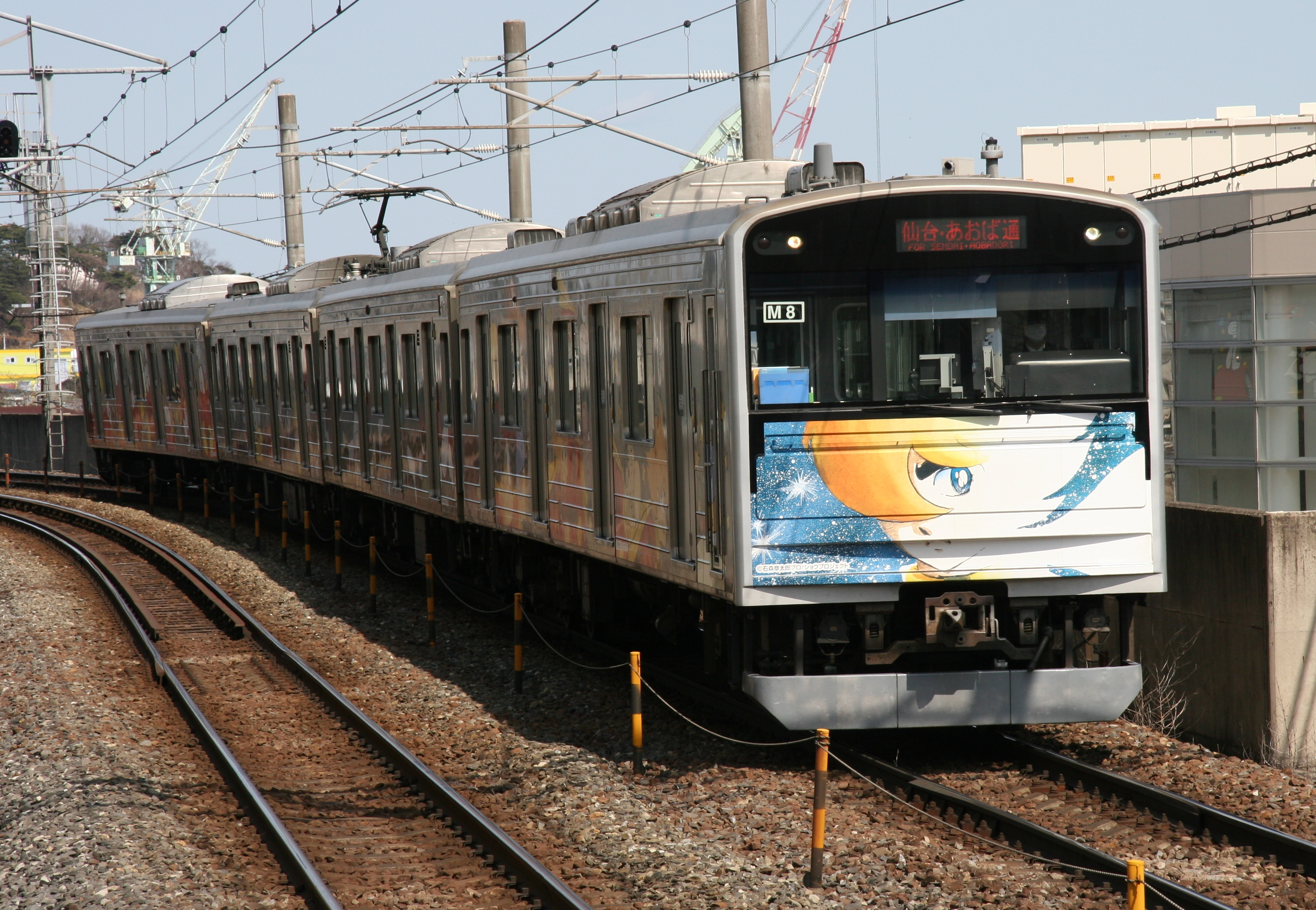
マンガッタンライナー号（2009年3月 本塩釜駅）

2003年3月22日から土曜・休日に石巻行きの赤快速（A快速）の1本と緑快速（B快速）の1本、そしてあおば通行きの普通列車2本を、石巻市にゆかりの深い漫画家石ノ森章太郎の作品に登場するキャラクターのラッピングが施された編成で「マンガッタンライナー号」として運行していた。
先発の列車が終着駅に先着するダイヤは、現行と変わらない。
1988年（昭和63年）3月13日改正時点での「うみかぜ」停車駅
特別快速
仙台駅 - 石巻駅
- 休日のみ1往復運転

快速
仙台駅 - 本塩釜駅 - 松島海岸駅 - 高城町駅 - 野蒜駅 - 陸前小野駅 - 矢本駅 - 石巻駅
- 平日は下り7本・上り9本、休日は下り8本・上り9本運転

#### 普通列車
大震災発生直前のダイヤは、すべての列車があおば通駅発着であり、そのうち大部分の列車が多賀城駅や東塩釜駅で折り返す区間列車であった。あおば通駅 - 石巻駅間を直通する普通列車は1時間に1本で、快速と普通がそれぞれ交互に運行されていた。高城町始発あおば通行は朝に1本設定されていたが、高城町行下り列車は設定がなかった。
時期により、あおば通駅 - 松島海岸駅・高城町駅間および矢本駅 - 石巻駅間の区間列車が設定されていた。また、小鶴新田駅開業前はあおば通駅（仙台駅） - 苦竹駅間の区間列車が、さらに古く陸前原ノ町電車区があった頃には仙台駅 - 陸前原ノ町駅間の区間列車が存在した。
現在、普通列車については1列車4両編成のみで運行しているが、1987年-1998年頃までは、矢本駅 - 石巻駅間の区間列車運転を主として、105系電車を用いた2両運用が全区間で存在した。

### 東北本線との直通運転
仙石線は宮城電気鉄道という私鉄を出自とするため、仙台駅の着発線および駅舎が他路線とは独立しており、仙台駅構内にあった東北本線と仙石線を結ぶ引き込み線が1970年頃に撤去されてからは、直通運転は物理的に不可能となっていた。保線用車両の行き来を目的に松島駅 - 松島海岸駅間に東北本線との渡り線が設けられていたが、営業用車両は走行できなかった（後述の仙石線・東北本線接続線の建設により撤去）。
2015年度の全線復旧後、松島海岸駅 - 高城町駅間と東北本線塩釜駅 - 松島駅間を結ぶ連絡線（仙石線・東北本線接続線。塩釜駅 - 高城町駅間を結ぶものであり前述の保線用車両の渡り線とは分岐方向が異なる）が敷設され、仙石東北ラインという愛称でHB-E210系気動車を使用した東北本線への直通運転が開始された。

### 石巻線との直通運転
石巻駅構内では、石巻港への貨物列車の入線や他線との連絡のために、石巻線と仙石線の線路が繋がっている。石巻線は非電化路線であるため、気動車の場合は仙石線・石巻線の両線を直通することが可能であり、グラシア（後のこがね）による臨時列車（仙台駅 - 女川駅・気仙沼駅間）が運行されたことがあった。なお、1992年頃には、石巻線の石巻駅 - 女川駅間の直流電化による仙石線の女川駅乗り入れが調査されたことがあった（詳細は「石巻線#過去の仙石線直通運転構想」を参照）。2016年8月6日からは仙石東北ラインの一部列車を女川駅まで延長運転している。

### 事業用列車
East i-Dによる軌道試験が行われる以前は、マヤ34形客車を用いた検測列車（マヤ検）の牽引は牽引車クモヤ145形を用いて行われていた。しかし地上線時代の仙台駅および地下化後のあおば通駅は機回し線がなく、またクモヤ145形が1両しか在籍していないため、上り列車で仙台駅（地上線時代）もしくはあおば通駅（地下化後）に入線すると車両の付け替えができないため、以前は105系を使用し、
- 石巻側←クモハ105+クハ105+マヤ34+クモヤ145→仙台側

の編成で運転されていた。
105系廃車後は103系のクモハ編成からMc+Mのみをマヤの前に連結し、
- 石巻側←クモハ103+モハ102+マヤ34+クモヤ145→仙台側

の編成で運行された。なお105系および103系による運転はあおば通駅 - 宮城野電車区間のみで運行され、宮城野電車区 - 石巻間はクモヤ145形のみの牽引で運転されていた。なお仙石線では103系は老朽化の進むMc編成から置き換えが始まったが、マヤ検の都合上、置き換え開始後しばらくはMc編成が残留していた。そのためMc編成の全廃はマヤ検終了後の2003年7月であった。

## 使用車両
仙石線は前述の通り、東北地方のJR線では唯一の直流電化路線であり、東北地区を走る他線（交流電化路線）の車両は運用できないため、首都圏で運行されていた通勤形電車を転配して運行している。車両についての詳細は各車両の項目のほか、「仙台車両センター宮城野派出所」の項目も参照。

### 現在の使用車両
- 205系3100番台（仙台車両センター宮城野派出所所属）：あおば通駅 - 石巻駅間で運用。
2025年4月時点で4両編成（M1 - M3、M5、M6、M10 - M19編成）15本が配置されている。
以前同じく首都圏から転配され仙石線で運用されていた103系にはもともとトイレがなく、仙石線に転配後もトイレは設置されなかった。2002年から仙石線で運用されることになった205系は[59]、あらかじめトイレの設置改造が行われた上で仙石線に投入され[59]、205系の投入により103系の運転を2004年に終了した。その後、多賀城駅付近の連続立体交差化工事に伴う予備車増加で運用に復帰していた103系RT-235編成の置き換え用として、2009年に南武線の205系1200番台1本を4両編成に短縮し、3100番台化した上で仙石線に投入し、この103系を置き換えた。
2011年3月11日、東北地方太平洋沖地震による津波で仙石線野蒜駅 - 東名駅間を走行していたM9編成[97]が流され脱線[98]。同年5月1日にかけ現地にて解体作業が行われた[99]。当該編成は同年3月12日付で廃車された[97]。また、石巻駅では到着後のM7編成が冠水して被災した。2012年9月5日から7日にかけて総合車両製作所へ回送され入場したが、2014年12月25日付で廃車された[100][101]。
鶴見線にE131系が投入されたため、当路線は南武支線（尻手駅 - 浜川崎駅間）とともにJR東日本で最後の205系の運行路線となった。
2024年4月にM4編成が余剰廃車となった。震災以外による205系の廃車は当路線では初である。また2025年3月にはM8編成（マンガッタンライナーI）も廃車された。
- HB-E210系（小牛田運輸区所属）：高城町駅 - 石巻駅間で仙石東北ラインの快速・特別快速として運用。
2015年（平成27年）の東北本線と仙石線の接続線開業に伴い、JR東日本はこの接続線を経由する「仙石東北ライン」で使用される直通運転用の車両としてディーゼルハイブリッド車両HB-E210系2両編成を8編成新造した[102]。仙石線の営業車両としては初の新造車両である。

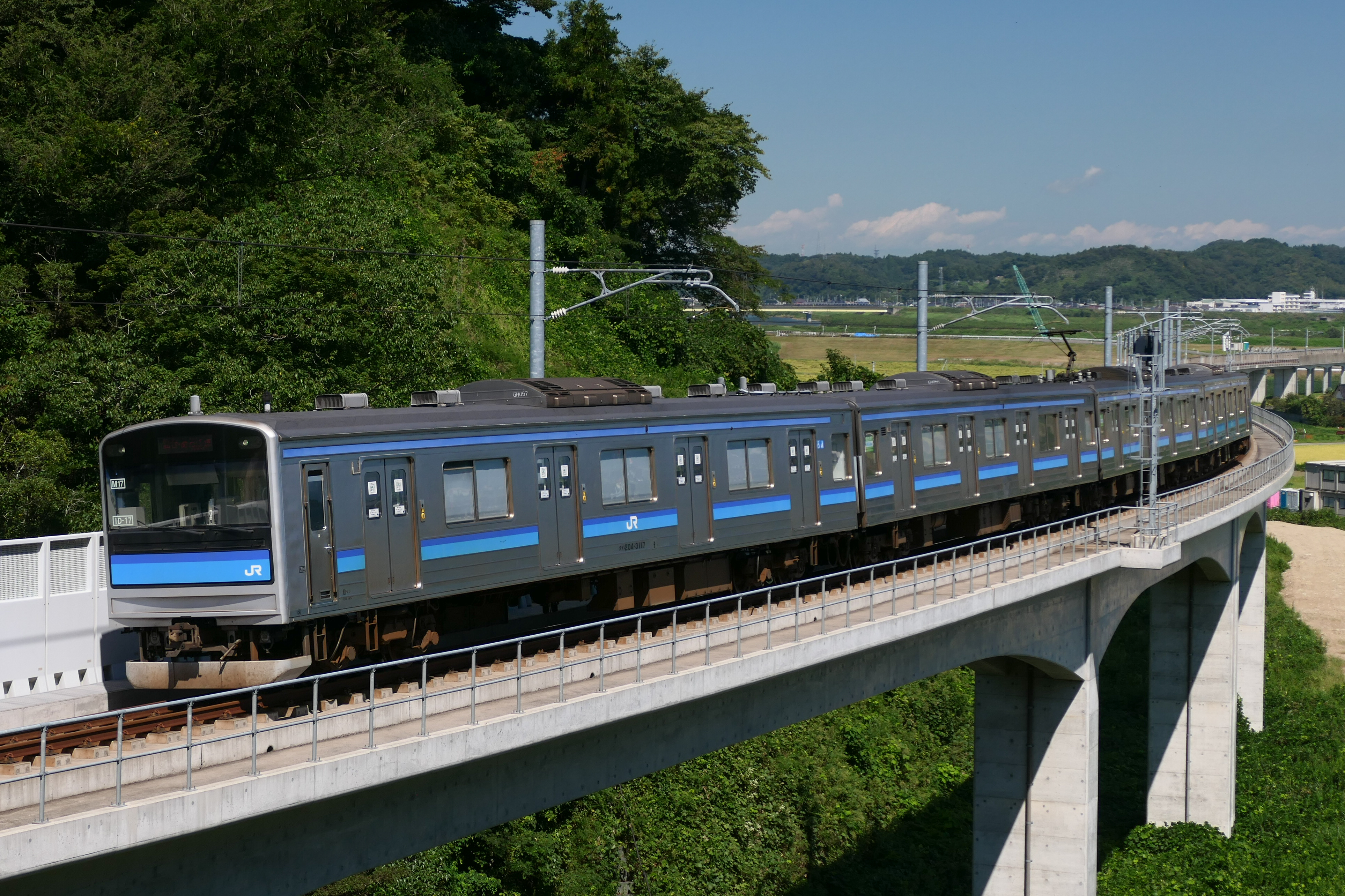
205系3100番台 （2021年9月）
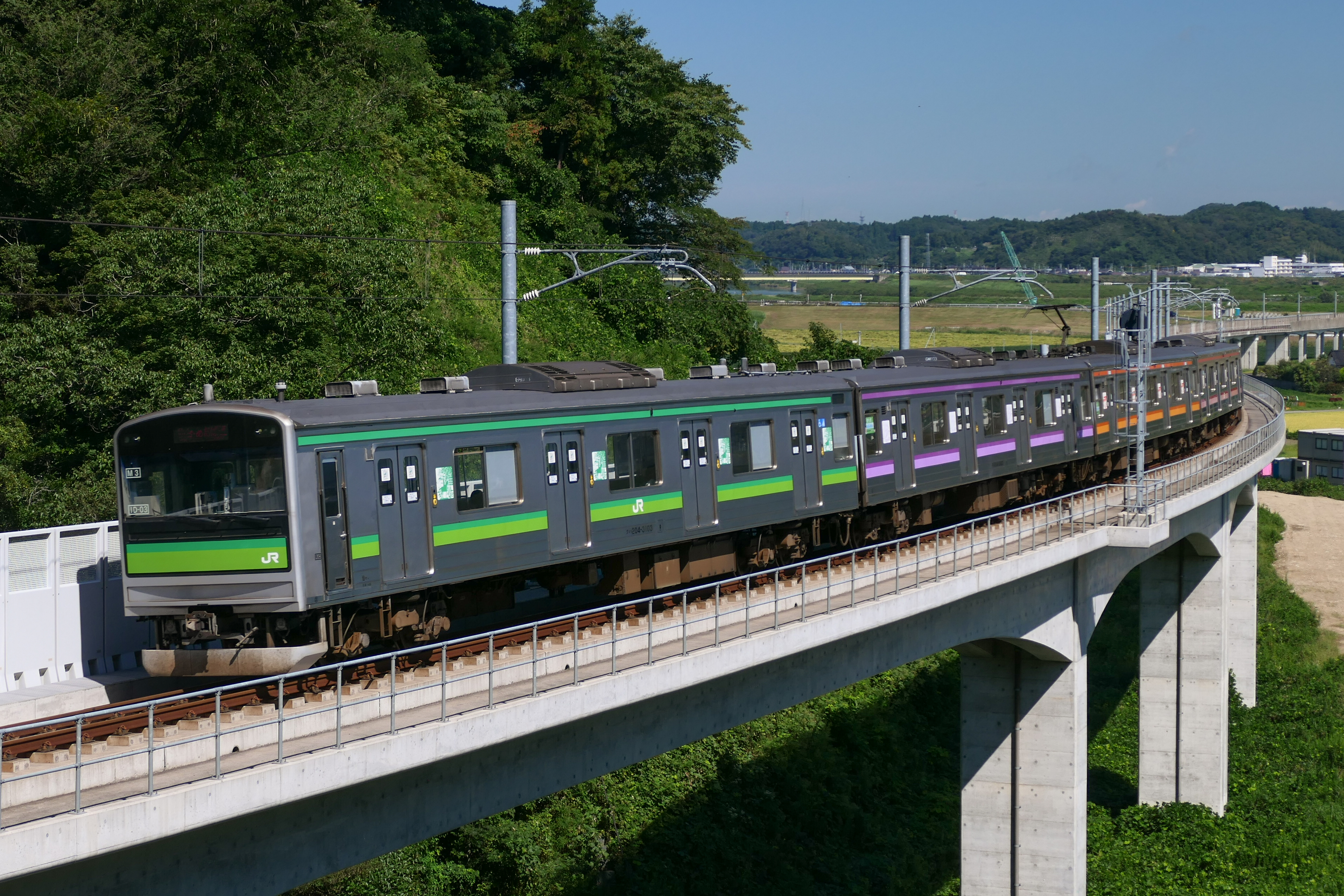
205系3100番台（2WAYシート設置編成） （2021年9月）
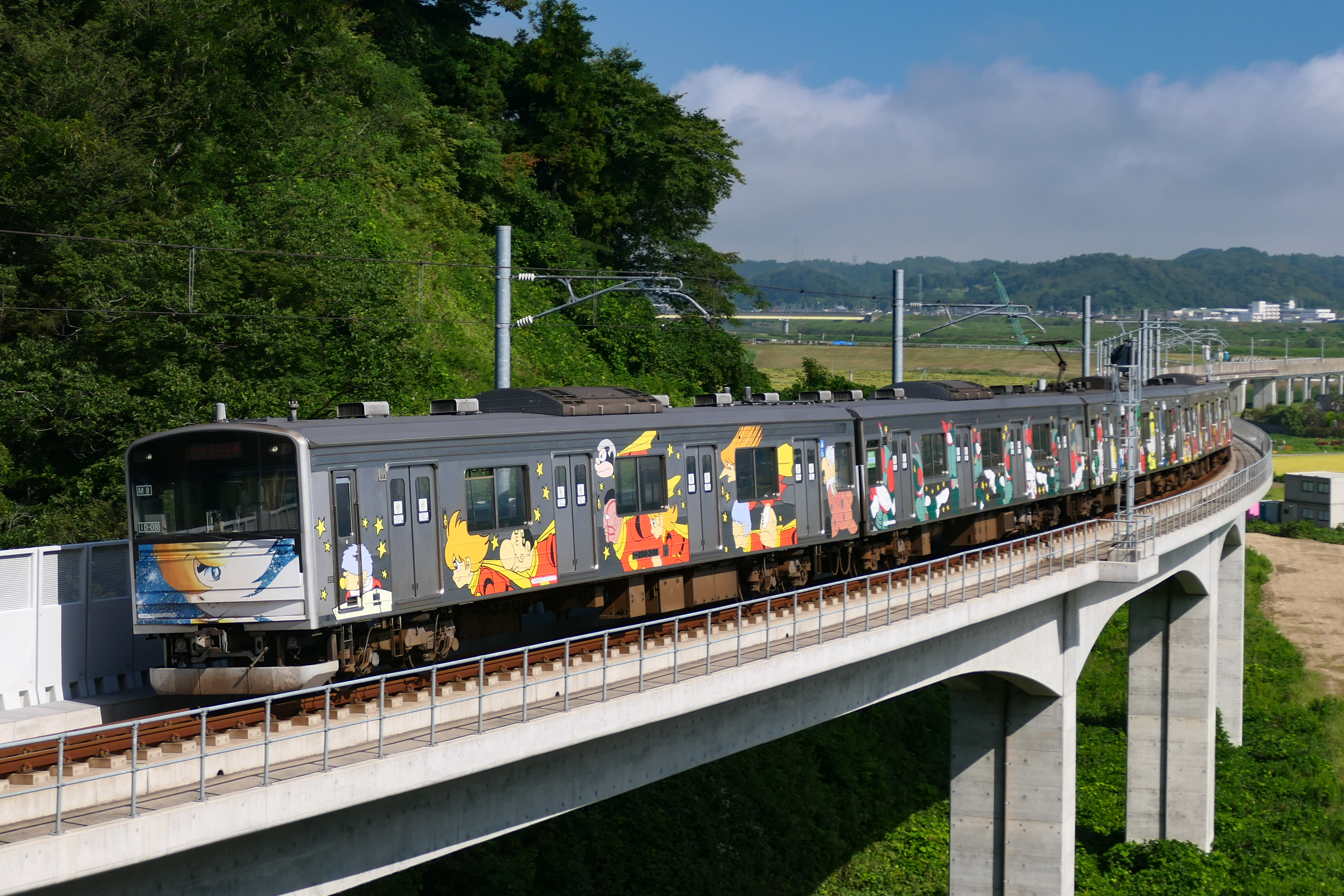
205系3100番台（マンガッタンライナー編成） （2021年9月）
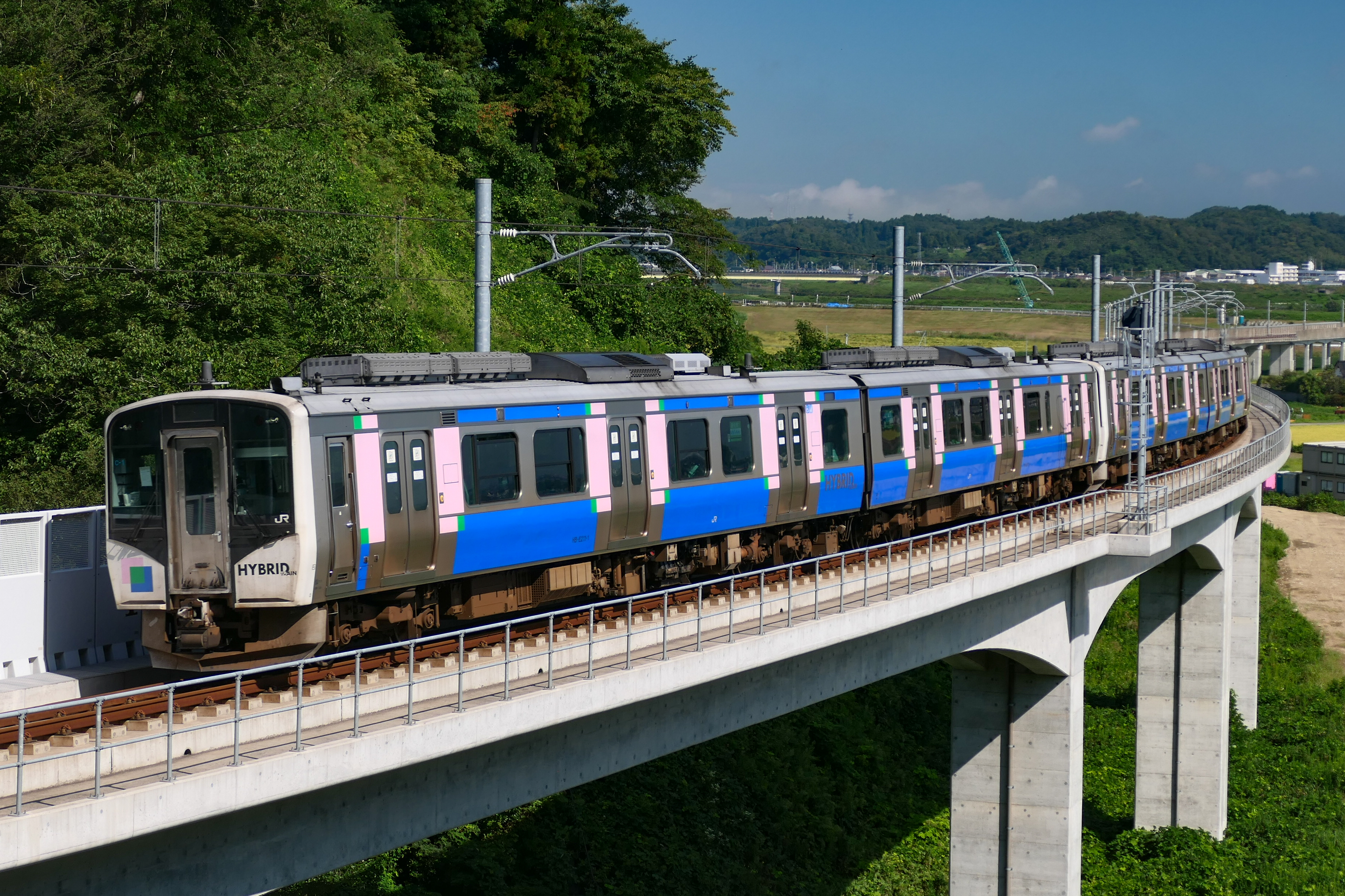
HB-E210系 （2021年9月）

### 導入予定の車両

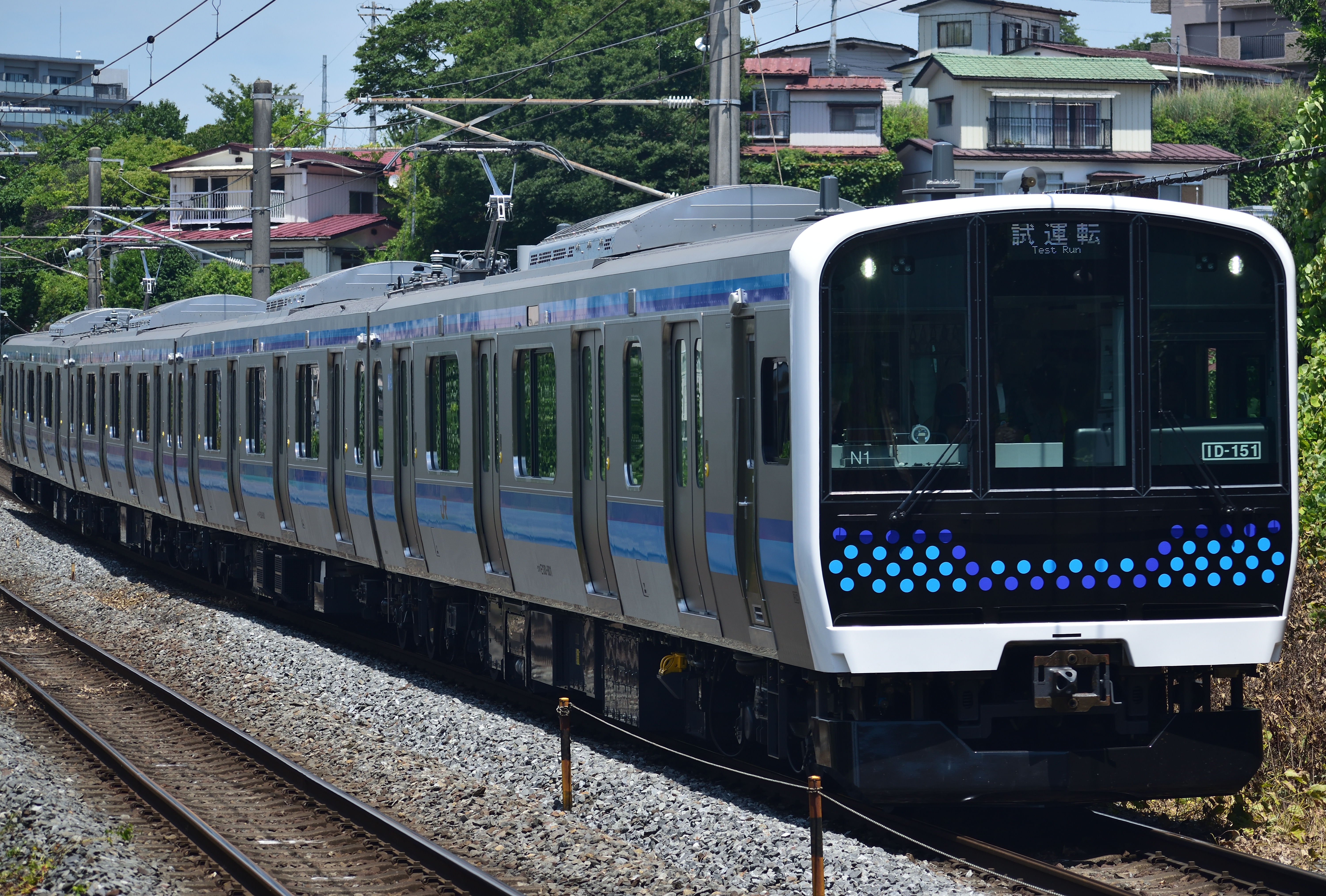
E131系 （2025年7月）

- E131系
205系3100番台を置き換えるため、2025年冬頃から4両編成14本の計56両を投入予定。全編成の置き換えが完了後、ワンマン運転を開始する計画となっている[69]。

### 過去の使用車両

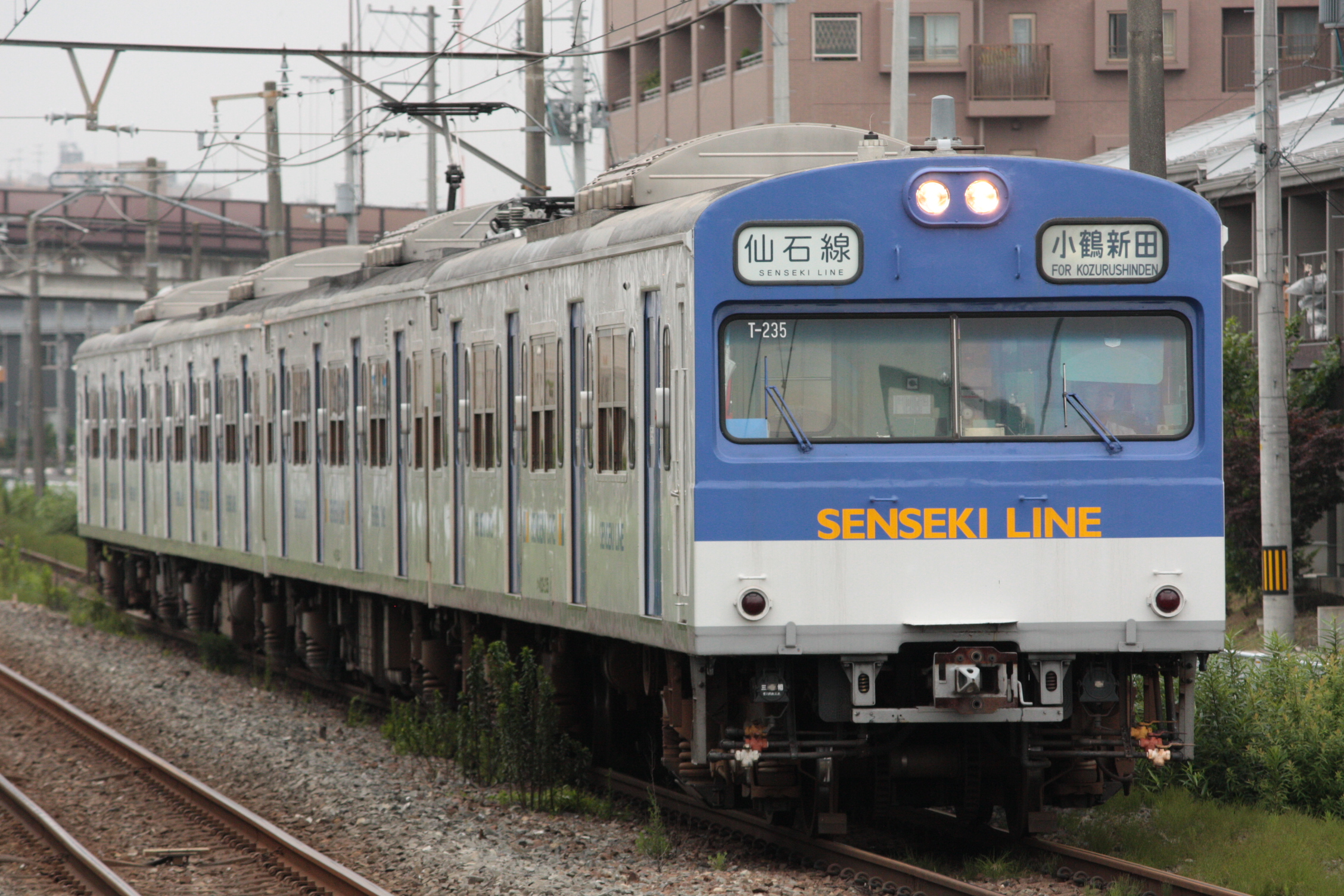
103系 （2009年8月）
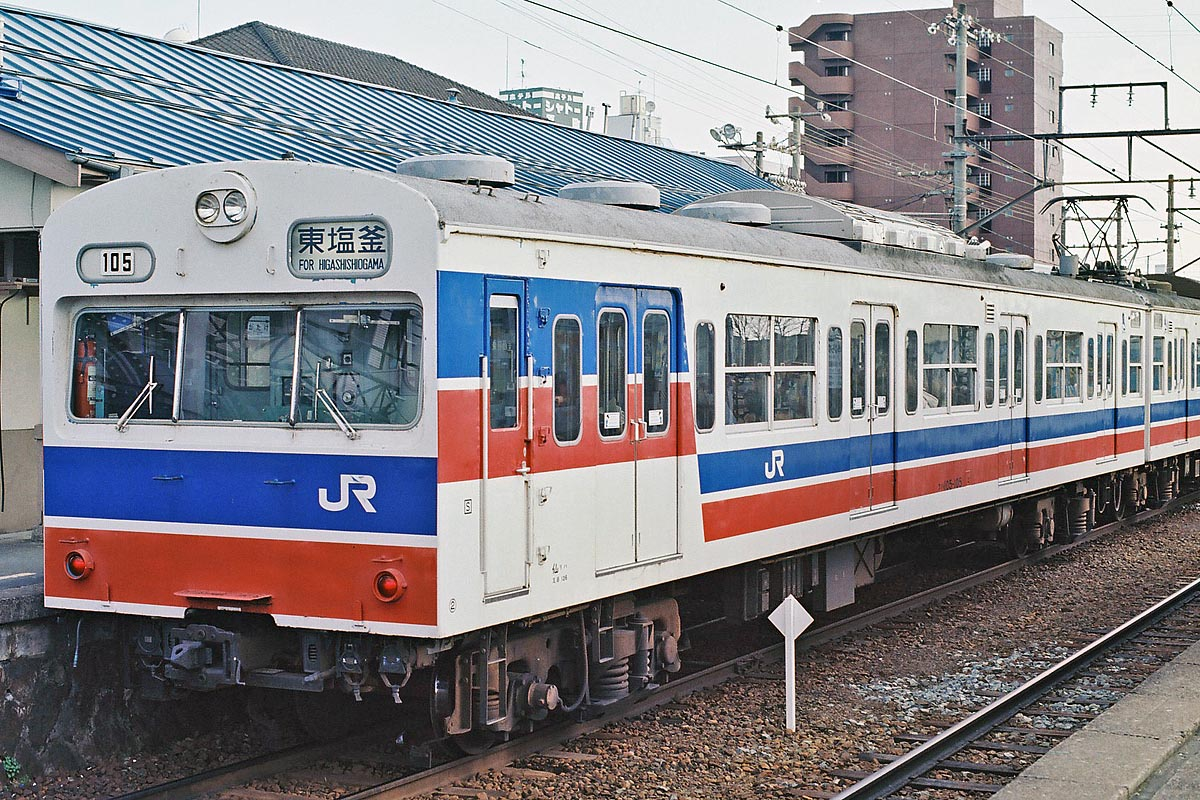
105系100番台 （1990年1月）
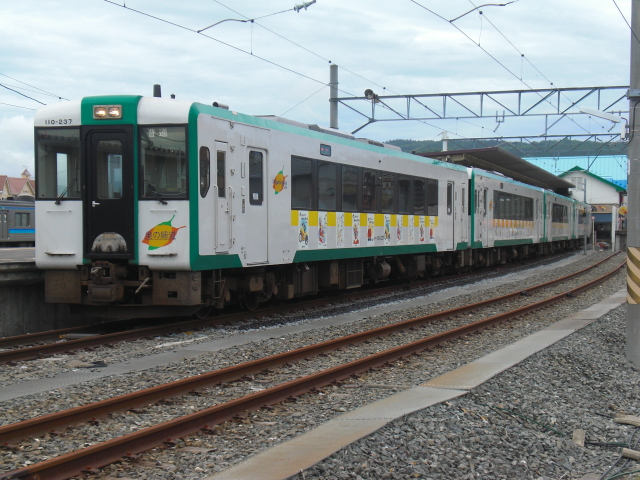
キハ110系 （2011年7月）

仙石線の前身である宮城電気鉄道の車両については同項目および「宮城電気鉄道の電車」を参照。
- 30系・31系・33系・50系・40系電車
宮城電気鉄道からの引き継ぎ車を置き換える目的で投入された、首都圏で余剰となった車体長17m級国電（但し40系のみは20m級）。72系などの20m車の投入により置き換えられた。
- クモハ54形・クハ68形・モハ70形電車
17m車から20m車の置き換えの際に、一時的に使用されたセミクロスシート車。72系への統一により、他線区へ転出（一部は廃車）した。
- 72系電車
仙石線に在籍していた17m級車両を置き換える目的で投入された。老朽化対策として1974年に、車体のみ103系後期車と同等のものに載せ替えた編成（アコモデーション改良車）が配置され、1979年に通常車が置き換えられた後も1985年まで残存していた。これらはのちに機器類も103系のものに交換した上で正式に103系3000番台となり、川越線などに転用されている。
- 103系電車
72・73系電車の置き換えを目的として1979年から投入され、編成番号はR+Mc車（制御電動車）であるクモハ103形の車号で付与されていた（クモハ103-80以下4連ならばR-80編成）。車両前面に「仙石線」と書かれた看板を掲げて走っていた。その後、1989年から首都圏への205系電車投入によって余剰となっていたものを、仙石線向けの改造・更新工事を施工した上で入線させている。1993年までに1979年から投入したグループを淘汰した。2002年から2004年7月にかけて205系の投入に伴い老朽化が進む編成から廃車を開始し、17編成が運用終了後に廃車・解体されている。その後、103系1編成4両が2年間、郡山総合車両センターに留置されていたが、多賀城駅付近の連続立体交差化工事に伴い、車両運用が賄えなくなることから、改造工事を施工した上で2006年11月に宮城野派出所に戻り、3月19日より平日の朝ラッシュ時の2往復限定で運用されていた。しかし、京浜東北線・根岸線へのE233系1000番台導入により209系2200番台が中原電車区（現在の鎌倉車両センター中原支所）に転属したことで余剰となった205系1200番台1本が同区から転入したため、103系は2009年10月21日限りで運用から離脱し、廃車となった[103][104]。これにより、JR東日本から103系電車が消滅した。
- 105系電車
1987年に輸送量自体は低いものの都市化が進み始め区間利用者が見込める石巻駅 - 矢本駅間の区間列車運転を主目的として投入された車両で、通常最低でも3両でしか走行できない103系電車を、2両編成で走行できるように改造したもの。使用区間は他の103系電車と共通のため、2両編成のまま仙台圏でも使用され、時には2編成を連結して運用についたこともあった[96]。在籍していた編成は京浜東北線・根岸線から捻出された103系の高運転台車編成投入との入れ替えで1998年に書類上は廃車されたが、2両編成という利便性から、八王子支社および横浜支社管内の訓練センターで訓練編成として転用され、2008年に京浜東北線・根岸線で使用されていた209系の改造車にそれぞれ置き換えられるまで使用された。なお、この置き換えにより、JR東日本から105系電車が消滅した。
- キハ110系気動車（小牛田運輸区所属）
陸前小野駅 - 石巻駅間では東北地方太平洋沖地震により変電所が津波の被害を受けたため、2015年5月までは小牛田運輸区のキハ110系気動車が使用されていた[88]。

- 103系
（2009年8月）
- 105系100番台
（1990年1月）
- キハ110系
（2011年7月）

### 気動車の運行
2000年の仙台トンネル開通以前はグラシア（後のこがね）による臨時列車（仙台駅 - 女川駅・気仙沼駅間）が運行されたことがあった。それ以外にも、多賀城駅 - 矢本駅間のビール列車（小牛田運輸区のキハ23形・40形・58形使用）、ふるさとによる野蒜駅 - 石巻駅間の「鳴瀬町町民号」といった団体専用列車での入線が時折あった。仙台トンネルの開通以後も、東塩釜駅 - 石巻駅間では団体専用列車という形で気動車の入線があった。東日本大震災後の2011年7月16日に復旧した矢本駅 - 石巻駅間、2012年3月17日に復旧した陸前小野駅 - 矢本駅間では架線の損傷や変電所が使えないため、2015年5月30日の全面復旧まではキハ110系気動車が使用されていた。

## 沿線概況
仙台駅の西側にあるあおば通駅が路線の起点である。
あおば通駅から陸前原ノ町駅を過ぎる付近までは仙台トンネルを通る地下線である。このトンネルは、地下水位の低い洪積台地の地下を通るあおば通駅から榴ケ岡駅を過ぎた辺りまでと、長町-利府線より先の地下水位が高い沖積平野の地下を通る区間で、異なる工法により施工された。あおば通駅の地下ホームは標高20 mほどで、トンネルはここから榴ケ岡駅を過ぎて断層まで緩やかに下り、断層の東側の一段低い所にある宮城野原公園総合運動場の前で大きく北東へ曲がる。さらに断層の際に沿って走り、宮城野原駅を過ぎた辺りでトンネルは最も深くなる。ここから陸前原ノ町駅に向かってトンネルは上り始め、同駅を過ぎると地上に出て東北本線支線（通称、宮城野貨物線）の高架をくぐる。その後、そのまま線路は高架となり、苦竹駅を経て国道45号と梅田川を跨ぎ、その後に地上線となる。
ここからは断層の東側の地下水位の高い沖積平野であり、住宅地として不向きであったため、近年まで梅田川の南側のみが工業・流通団地として利用されていた。近年に小鶴新田駅が設置されて梅田川以北の一部が市街化したが、仙台バイパスから福田町駅の間には田園風景が残っている。福田町駅付近から先は、多賀城市や塩竈市まで市街地が続く。この付近は仙塩地区とも呼ばれる。仙石線は福田町駅の東側で七北田川と交差し、中野栄駅 - 多賀城駅間で仙台臨海鉄道臨海本線を築堤で乗り越えて、続けて砂押川を跨ぐ。本塩釜駅付近は、ルート変更により塩釜線沿いに線路を移設した関係で、海沿いを走る高架線となり眺めは良い。東塩釜駅から先は単線となる。
線路は利府町と松島町で松島丘陵をトンネルで通りながら松島湾沿いを走る。この付近で仙石線と東北本線は、並行するように線路が敷設されている。特に、利府町内においては線路が接近しており、列車の併走が見られる場合もある。松島海岸駅は、日本三景・松島の観光の中心地である。同駅を過ぎ、東北本線との線路の並行が終了し、高城町駅に向かうために当線が右カーブした先で、左手より東北本線から分岐した仙石線・東北本線接続線が合流する。また、陸前富山駅から陸前大塚駅 - 東名駅間にかけては、奥松島の海岸線に沿うように線路が敷設されており、松島湾の眺めを楽しむことができる。東日本大震災前は、東名駅から先は東名運河沿いを走っていたが、震災後は陸前大塚 - 陸前小野間で高台を通るルートに変更され、左手に災害公営住宅を見ながら移設された東名駅及び野蒜駅を通る。
吉田川と鳴瀬川に連続して架かる鳴瀬川橋梁を越えると、列車は石巻平野（仙北平野）の水田地帯の中を走る。矢本駅・陸前赤井駅を過ぎ、石巻市内に入ると沿線に住宅地が多く見られるようになる。石巻あゆみ野駅は2016年（平成28年）に開業した仙石線で最も新しい駅である。蛇田駅の先で北上運河を越え、右手より石巻港駅から来た貨物支線と合流すると陸前山下駅である。同駅を過ぎると当路線は築堤を上り、右にカーブしながら地上に降りた先で、左手から石巻線が近づくと間もなく終点石巻駅である。

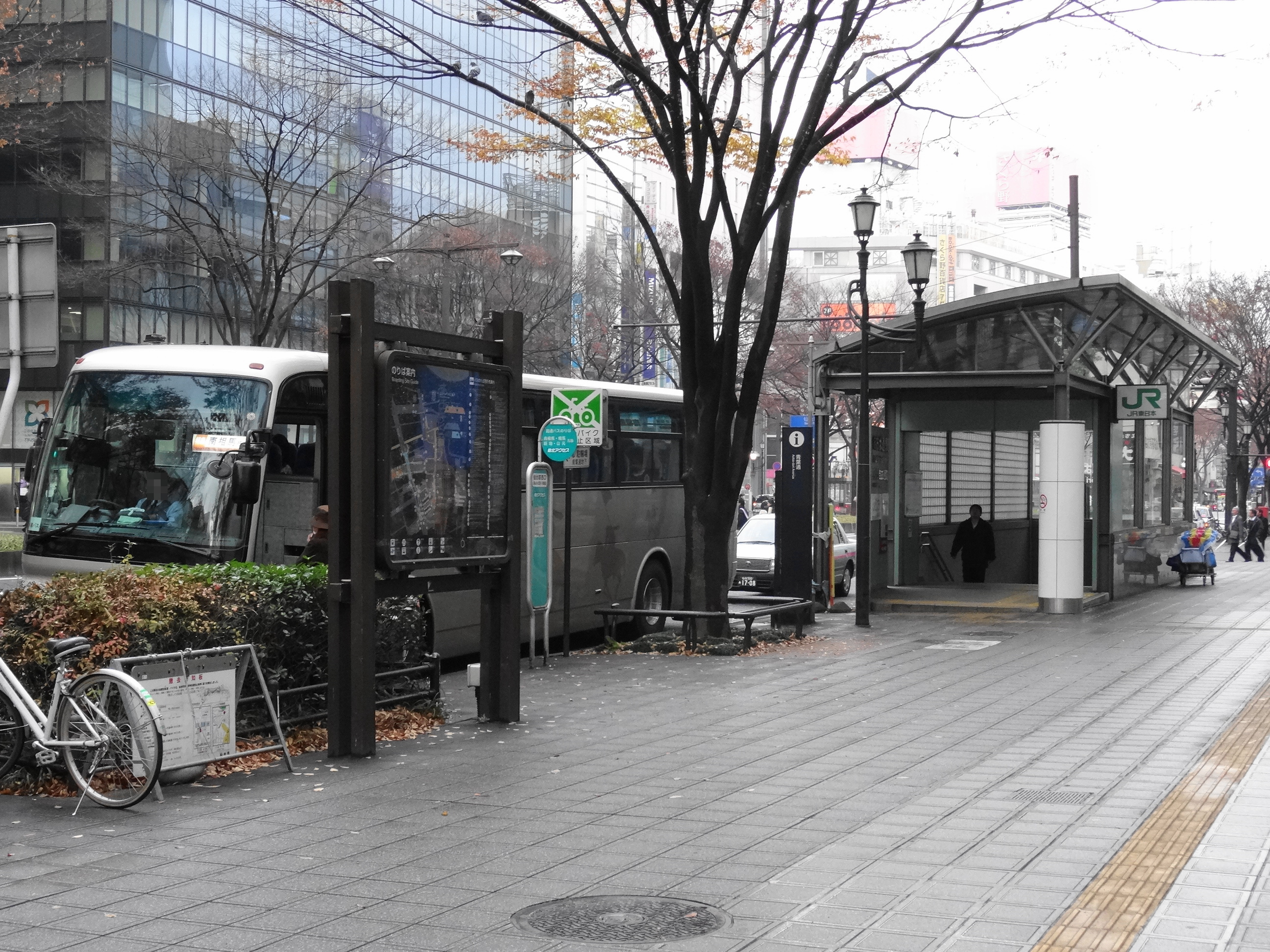
青葉通り地下にあるあおば通駅の出入口（右）
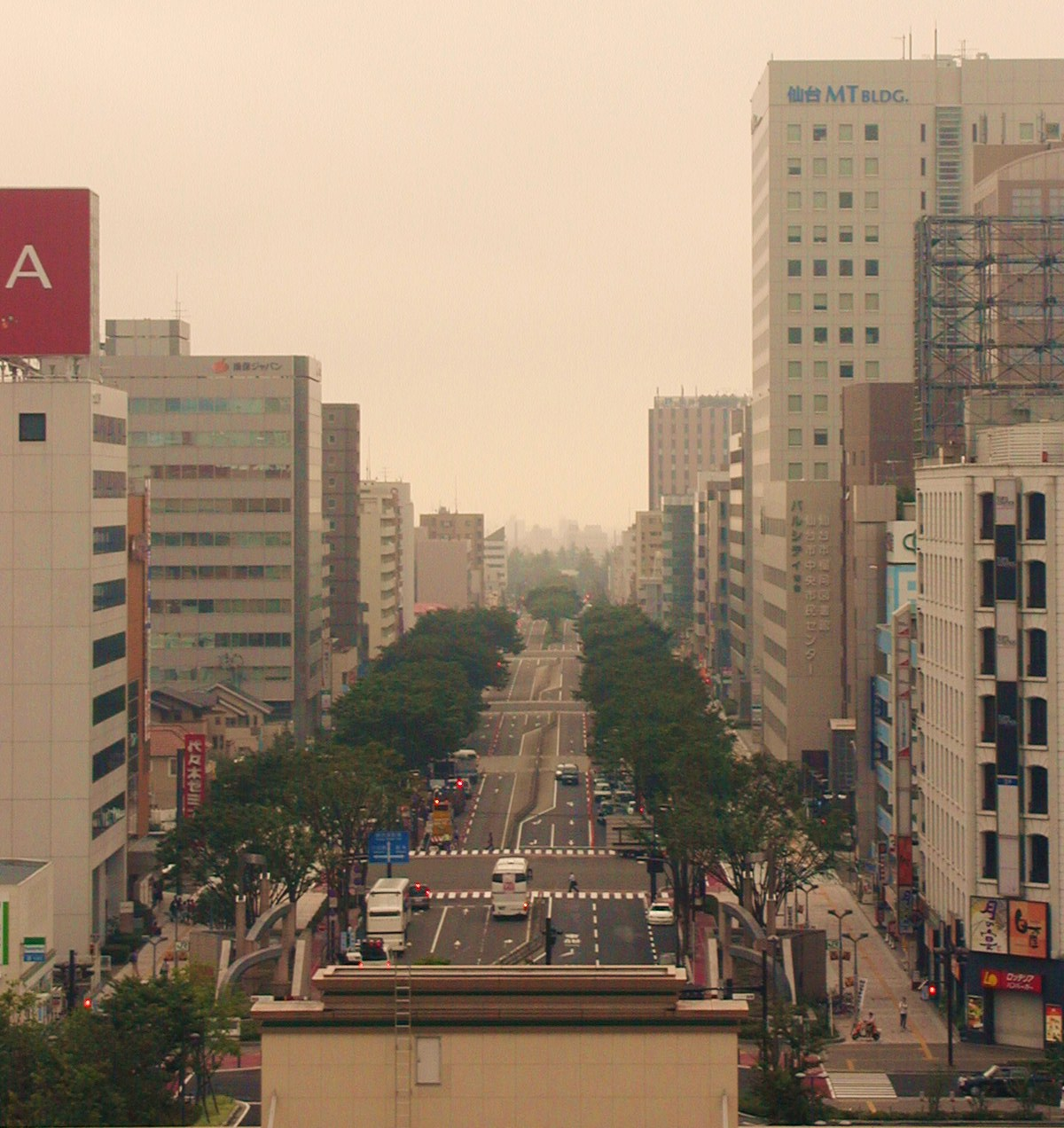
仙台トンネルが地下を通る宮城野通り
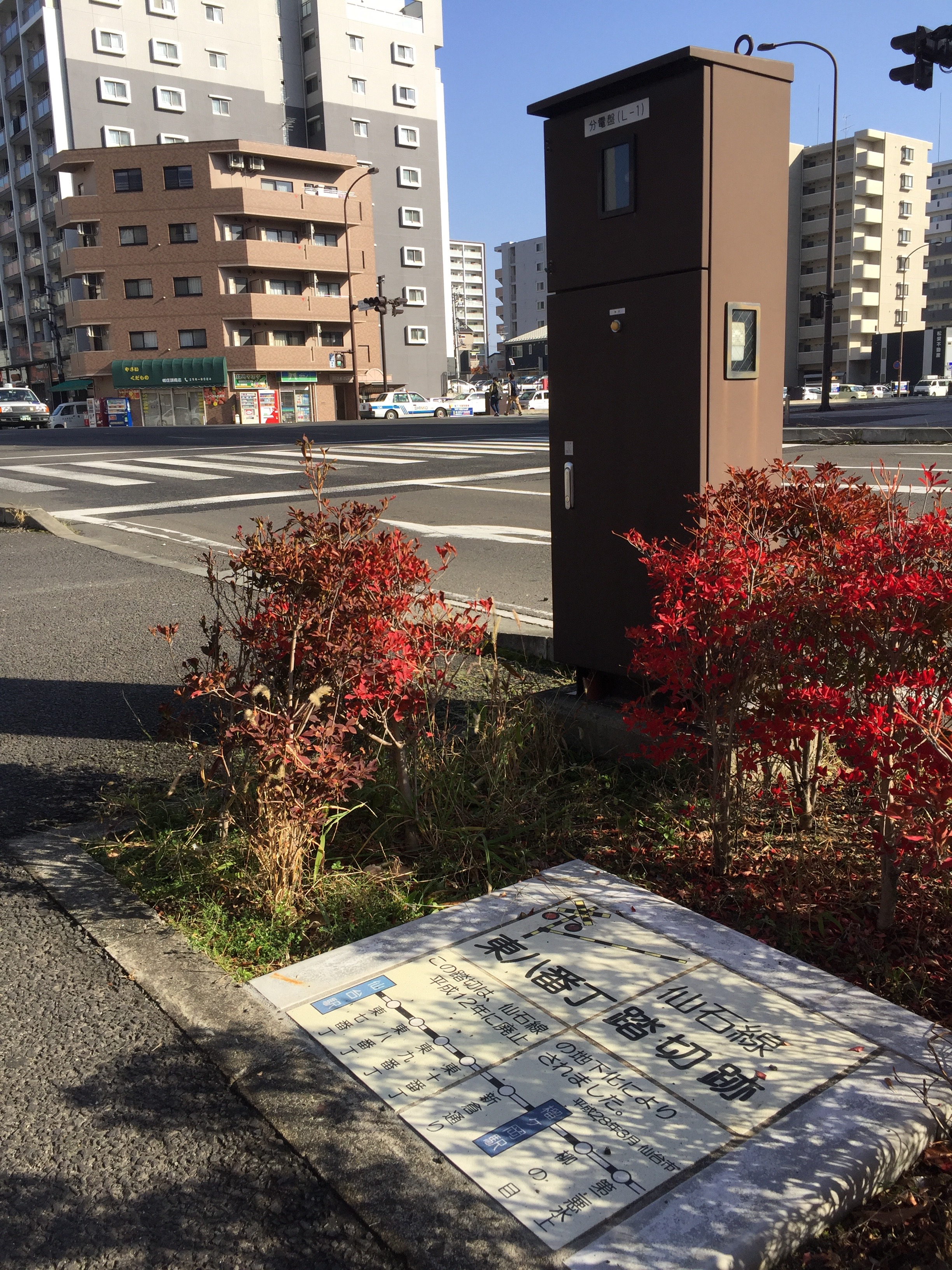
かつての東八番丁踏切跡を示すプレートのある交差点
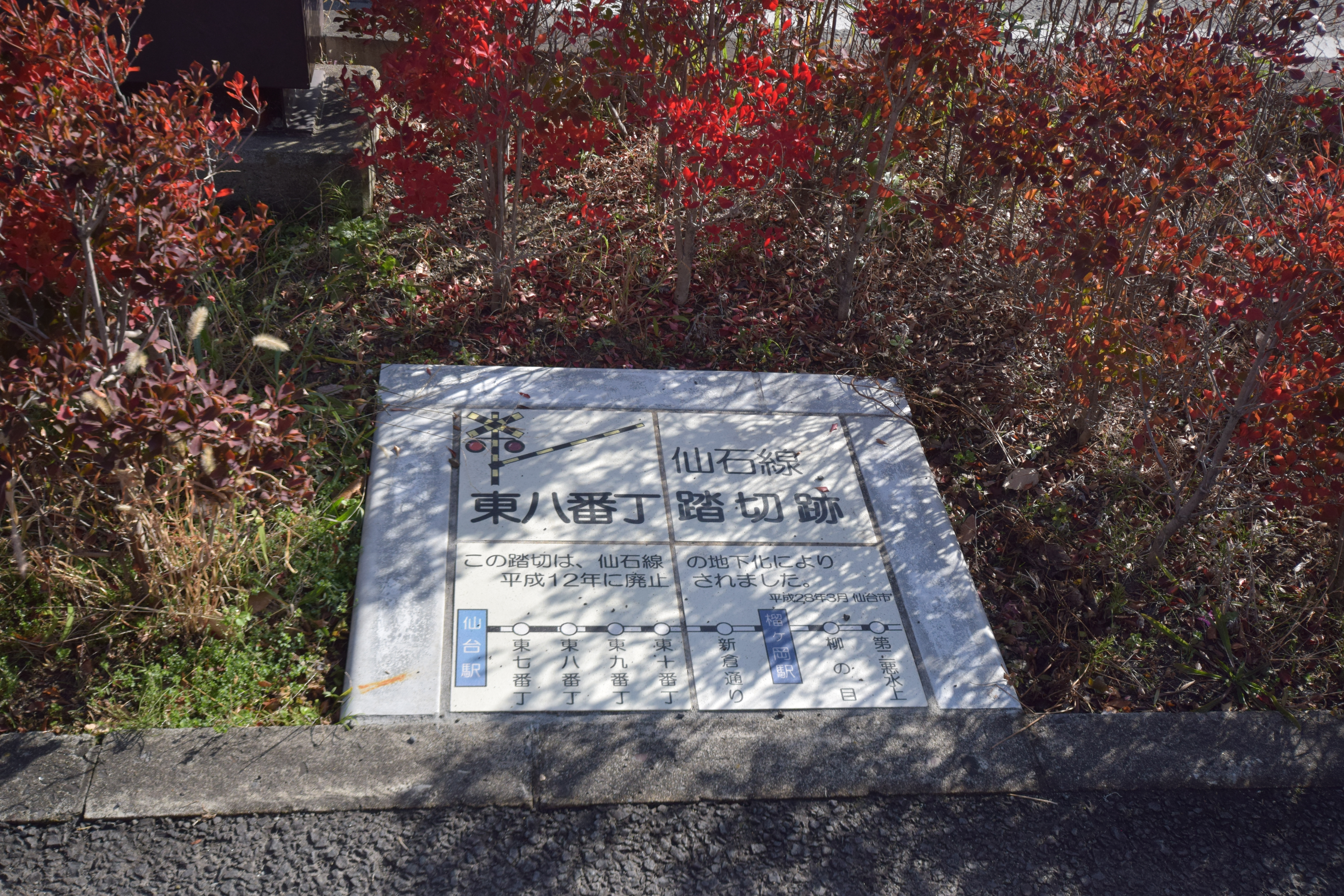
仙石線踏切跡銘板
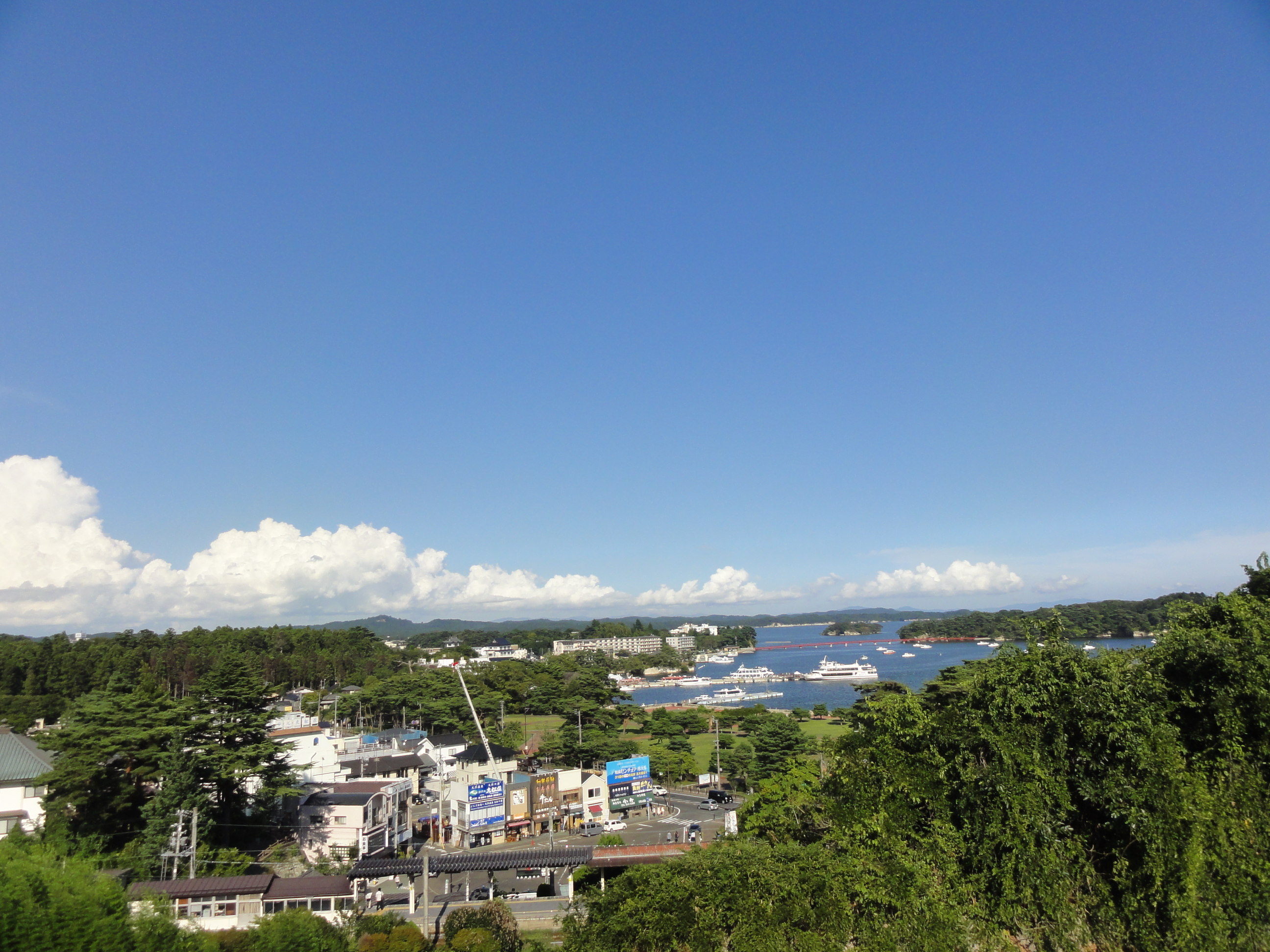
松島海岸駅（左下）と松島港

## 駅一覧

### 営業中の区間

#### 本線（東日本旅客鉄道）
- 仙：特定都区市内制度における「仙台市内」エリアの駅
- 区分…直：直営駅、委：業務委託駅、空欄：終日無人駅
  - 終日無人駅を除きJR東日本の乗車人員集計対象駅[106]
- 停車駅
  - 普通…信号場を除くすべての駅に停車
  - 仙石東北ライン…●・■：停車駅（■：東北本線ホームを使用）、○：一部列車のみ停車、｜：通過駅
- 線路 … ||：複線区間、◇・｜：単線区間（◇：列車交換可能駅）、∨：これより下は単線、∧：終点（列車交換可能）
- 全駅宮城県内に所在

| 駅名            | 区分 | 駅間 営業 キロ | 累計営業キロ | 累計営業キロ   | 仙石東北 ライン      | 仙石東北 ライン      | 接続路線・備考 | 線路 | 地上／地下 | 所在地   | 所在地   |
| 駅名            | 区分 | 駅間 営業 キロ | 仙石線 経由  | 東北 本線 経由 | 快速                 | 特別快速             | 接続路線・備考 | 線路 | 地上／地下 | 所在地   | 所在地   |
| --------------- | ---- | -------------- | ------------ | -------------- | -------------------- | -------------------- | --- | ---- | ---------- | -------- | -------- |
| あおば通駅 仙   | 委   | -              | 0.0          | 0.0            |                      |                      | 仙台市地下鉄：■南北線・■東西線（仙台駅）                                                                                      | \|\| | 地下区間   | 仙台市   | 青葉区   |
| 仙台駅 仙       | 直   | 0.5            | 0.5          | 0.5            | ■                    | ■                    | 東日本旅客鉄道： 東北新幹線・■東北本線・■仙石東北ライン・■仙台空港アクセス線・■常磐線・■仙山線 仙台市地下鉄：■南北線・■東西線 | \|\| | 地下区間   | 仙台市   | 宮城野区 |
| 榴ケ岡駅 仙     | 委   | 0.8            | 1.3          | -              | 東北本線・接続線経由 | 東北本線・接続線経由 | | \|\| | 地下区間   | 仙台市   | 宮城野区 |
| 宮城野原駅 仙   | 委   | 1.1            | 2.4          | -              | 東北本線・接続線経由 | 東北本線・接続線経由 | | \|\| | 地下区間   | 仙台市   | 宮城野区 |
| 陸前原ノ町駅 仙 | 委   | 0.8            | 3.2          | -              | 東北本線・接続線経由 | 東北本線・接続線経由 | | \|\| | 地下区間   | 仙台市   | 宮城野区 |
| 苦竹駅 仙       | 委   | 0.8            | 4.0          | -              | 東北本線・接続線経由 | 東北本線・接続線経由 | | \|\| | 地上区間   | 仙台市   | 宮城野区 |
| 小鶴新田駅 仙   | 委   | 1.6            | 5.6          | -              | 東北本線・接続線経由 | 東北本線・接続線経由 | | \|\| | 地上区間   | 仙台市   | 宮城野区 |
| 宮城野信号場    | -    | -              | 6.8          | -              | 東北本線・接続線経由 | 東北本線・接続線経由 | 仙台車両センター宮城野派出所への分岐                                                                                          | \|\| | 地上区間   | 仙台市   | 宮城野区 |
| 福田町駅 仙     | 委   | 2.1            | 7.7          | -              | 東北本線・接続線経由 | 東北本線・接続線経由 | | \|\| | 地上区間   | 仙台市   | 宮城野区 |
| 陸前高砂駅 仙   | 委   | 0.9            | 8.6          | -              | 東北本線・接続線経由 | 東北本線・接続線経由 | | \|\| | 地上区間   | 仙台市   | 宮城野区 |
| 中野栄駅 仙     | 委   | 1.7            | 10.3         | -              | 東北本線・接続線経由 | 東北本線・接続線経由 | | \|\| | 地上区間   | 仙台市   | 宮城野区 |
| 多賀城駅        | 直   | 2.3            | 12.6         | -              | 東北本線・接続線経由 | 東北本線・接続線経由 | | \|\| | 地上区間   | 多賀城市 | 多賀城市 |
| 下馬駅          | 委   | 1.8            | 14.4         | -              | 東北本線・接続線経由 | 東北本線・接続線経由 | | \|\| | 地上区間   | 多賀城市 | 多賀城市 |
| 西塩釜駅        |      | 0.8            | 15.2         | -              | 東北本線・接続線経由 | 東北本線・接続線経由 | | \|\| | 地上区間   | 塩竈市   | 塩竈市   |
| 本塩釜駅        | 委   | 0.8            | 16.0         | -              | 東北本線・接続線経由 | 東北本線・接続線経由 | | \|\| | 地上区間   | 塩竈市   | 塩竈市   |
| 東塩釜駅        | 委   | 1.2            | 17.2         | -              | 東北本線・接続線経由 | 東北本線・接続線経由 | | ∨    | 地上区間   | 塩竈市   | 塩竈市   |
| 陸前浜田駅      |      | 3.1            | 20.3         | -              | 東北本線・接続線経由 | 東北本線・接続線経由 | | ｜   | 地上区間   | 宮城郡   | 利府町   |
| 松島海岸駅      | 委   | 2.9            | 23.2         | -              | 東北本線・接続線経由 | 東北本線・接続線経由 | | ◇    | 地上区間   | 宮城郡   | 松島町   |
| 高城町駅        | 委   | 2.3            | 25.5         | 24.2           | ●                    | ●                    | 東日本旅客鉄道：■仙石東北ライン（塩釜方面）                                                                                   | ◇    | 地上区間   | 宮城郡   | 松島町   |
| 手樽駅          |      | 1.8            | 27.3         | 26.0           | ｜                   | ｜                   | | ｜   | 地上区間   | 宮城郡   | 松島町   |
| 陸前富山駅      |      | 1.3            | 28.6         | 27.3           | ｜                   | ｜                   | | ｜   | 地上区間   | 宮城郡   | 松島町   |
| 陸前大塚駅      |      | 2.2            | 30.8         | 29.5           | ｜                   | ｜                   | | ◇    | 地上区間   | 東松島市 | 東松島市 |
| 東名駅          |      | 1.4            | 32.2         | 30.9           | ｜                   | ｜                   | | ｜   | 地上区間   | 東松島市 | 東松島市 |
| 野蒜駅          |      | 1.2            | 33.4         | 32.1           | ●                    | ｜                   | | ◇    | 地上区間   | 東松島市 | 東松島市 |
| 陸前小野駅      |      | 2.6            | 36.0         | 34.7           | ●                    | ｜                   | | ◇    | 地上区間   | 東松島市 | 東松島市 |
| 鹿妻駅          |      | 1.6            | 37.6         | 36.3           | ｜                   | ｜                   | | ｜   | 地上区間   | 東松島市 | 東松島市 |
| 矢本駅          | 委   | 2.6            | 40.2         | 38.9           | ●                    | ●                    | | ◇    | 地上区間   | 東松島市 | 東松島市 |
| 東矢本駅        |      | 1.4            | 41.6         | 40.3           | ｜                   | ｜                   | | ｜   | 地上区間   | 東松島市 | 東松島市 |
| 陸前赤井駅      | 委   | 1.5            | 43.1         | 41.8           | ●                    | ｜                   | | ◇    | 地上区間   | 東松島市 | 東松島市 |
| 石巻あゆみ野駅  |      | 2.1            | 45.2         | 43.9           | ○                    | ｜                   | | ｜   | 地上区間   | 石巻市   | 石巻市   |
| 蛇田駅          | 委   | 1.4            | 46.6         | 45.3           | ●                    | ｜                   | | ｜   | 地上区間   | 石巻市   | 石巻市   |
| 陸前山下駅      | 委   | 1.0            | 47.6         | 46.3           | ●                    | ｜                   | 日本貨物鉄道：仙石線貨物支線                                                                                                  | ◇    | 地上区間   | 石巻市   | 石巻市   |
| 石巻駅          | 直   | 1.4            | 49.0         | 47.7           | ●                    | ●                    | 東日本旅客鉄道：■石巻線・■仙石東北ライン（女川方面）                                                                          | ∧    | 地上区間   | 石巻市   | 石巻市   |

1. ↑  常磐線は路線名称上は東北本線岩沼駅が終点だが、運転系統上は全旅客列車は仙台駅に乗り入れる

#### 貨物支線（日本貨物鉄道）
- （貨）：貨物駅
- 両駅とも宮城県石巻市内に所在

| 駅名           | 営業 キロ | 接続路線                       |
| -------------- | --------- | ------------------------------ |
| 陸前山下駅     | -         | 東日本旅客鉄道：仙石線（本線） |
| （貨）石巻港駅 | 1.8       |                                |

### 廃止区間
以下の各駅とも貨物駅で宮城県石巻市内に所在。
貨物支線（日本国有鉄道）
釜駅（現在の石巻港駅（2代）） - 石巻港駅（初代） (3.1 km)：1971年4月1日廃止。
貨物支線（日本貨物鉄道）
石巻港駅 - 石巻埠頭駅 (2.9 km)：1999年11月1日廃止。

## 平均通過人員
各年度の平均通過人員（人/日）は以下のとおりである。
| 年度                   | 平均通過人員（人/日） | 平均通過人員（人/日） | 平均通過人員（人/日） | 出典    |
| 年度                   | 全線                  | あおば通 - 東塩釜     | 東塩釜 - 石巻         | 出典    |
| ---------------------- | --------------------- | --------------------- | --------------------- | ------- |
| 2011年度（平成23年度） | 15,153                | 38,070                | 3,209                 | [ 107 ] |
| 2012年度（平成24年度） | 16,211                | 40,625                | 3,522                 | [ 107 ] |
| 2013年度（平成25年度） | 16,893                | 42,263                | 3,808                 | [ 107 ] |
| 2014年度（平成26年度） | 16,829                | 42,183                | 3,614                 | [ 107 ] |
| 2015年度（平成27年度） | 18,879                | 42,883                | 5,896                 | [ 107 ] |
| 2016年度（平成28年度） | 19,871                | 43,442                | 7,122                 | [ 108 ] |
| 2017年度（平成29年度） | 20,258                | 43,797                | 7,526                 | [ 108 ] |
| 2018年度（平成30年度） | 20,497                | 44,087                | 7,737                 | [ 108 ] |
| 2019年度（令和元年度） | 20,438                | 43,798                | 7,803                 | [ 108 ] |
| 2020年度（令和02年度） | 15,111                | 33,065                | 5,400                 | [ 108 ] |
| 2021年度（令和03年度） | 16,002                | 34,448                | 6,025                 | [ 109 ] |
| 2022年度（令和04年度） | 17,570                | 37,527                | 6,776                 | [ 109 ] |
| 2023年度（令和05年度） | 18,693                | 39,625                | 7,371                 | [ 110 ] |